# 뉴욕 양키스
뉴욕 양키스(영어: New York Yankees)는 미국 뉴욕주 뉴욕 브롱크스를 연고지로 하는 프로 야구 팀이다. 메이저 리그 아메리칸 리그 동부 지구 소속이다.
아메리칸 리그 초창기 시절의 8개 프랜차이즈 구단 중의 하나이며, 팀의 기원은 1901년 메릴랜드주 볼티모어에서 설립된 '볼티모어 오리올스'였다.(지금의 볼티모어 오리올스와는 다른 팀임) 1903년 뉴욕으로 연고지를 옮기면서 팀의 명칭을 '뉴욕 하이랜더스'로 바꾸었고 1913년 다시 '뉴욕 양키스'로 변경하였다. 1923년부터 2008년까지 양키스의 홈 구장은 양키 스타디움이었는데, 2009년 시즌부터는 새로운 구장인 뉴 양키 스타디움을 홈 구장으로 사용한다.
양키스는 메이저 리그 우승 27번, 아메리칸 리그 우승 40번을 차지하였는데 북미 프로 스포츠 팀 역사상 이보다 더 많은 우승을 차지한 팀은 없으며, 근접한 기록은 1999년 24번째 '스탠리 컵'을 들어올린 카나디앵 드 몽레알이다. 양키스는 매년 스토브리그에서 우수한 선수들을 싹쓸이할 정도의 막강한 자금력을 가지고 있고, 미 경제전문지 포브스가 발표한 2015년 메이저 리그 구단가치 평가에서 양키스의 가치가 32억 달러에 이르는 것으로 발표되었다. 이는 2위 로스앤젤레스 다저스의 24억 달러보다 많은 수치이며 2015년 전 세계 프로 스포츠 구단의 브랜드 가치에서는 프리미어리그의 맨체스터 유나이티드를 제치고 1위에 올랐다. 2002년에는 팀을 뒷받침하면서 미디어 범위를 확장하기 위해 양키스 전용의 텔레비전 채널 YES 네트워크를 출범시켰다. 명칭상 중국어로는 紐約洋基라는 한자로 쓴다.
2013년 5월 맨체스터 시티 FC와 공동으로 투자해서 창단한 미국 프로축구 메이저 리그 사커 (MLS)의 20번째 신생 구단인 뉴욕 시티 FC의 구단주이다.

## 역사

### 창단
1900년 말에, 웨스턴 리그의 수장 밴 존슨(Ban Johnson)은 동부의 세 도시를 추가해 리그를 아메리칸 리그로 재조직했다. 뉴욕에 연고를 둔 팀을 추가하려던 계획은 내셔널 리그의 뉴욕 자이언츠의 정치적 압력으로 무산되었고, 대신에 메릴랜드주의 볼티모어에 팀을 창설하게 되었으며 별칭은 오리올스가 되었다.
존 맥그로(John McGraw)가 감독이 되어 1901년부터 경기를 갖게 되었지만, 1902년 시즌 중 리그 회장인 존슨이 경기장 내에서의 거친 플레이에 대한 통제를 강화하자, 맥그로는 이에 대해 불만을 갖고 비밀리에 뉴욕 자이언츠로 자리를 옮겼다. 자이언츠는 AL이 개입할 때까지, 맥그로를 통해 오리올스의 지배지분을 확보해 선수들을 유출했다. 1903년 1월, 분쟁해결과 공존을 위한, 이른바 "평화협상"이 개최되었는데, 존슨이 요구한 AL 팀의 뉴욕 입성은 투표에 부친 결과 16개의 메이저 리그 구단주 중에서 자이언츠의 존 T. 브러쉬(John T. Brush)를 제외한 나머지 15개 구단의 찬성을 얻어 승인되었다. 오리올스의 새 구단주인 프랭크 J. 파렐(Frank J. Farrell) 과 윌리엄 S. 데버리(William S. Devery)는 자이언츠의 방해를 받지 않는 위치에 새 구장을 건립하여 뉴욕으로 이전했다.

### 뉴욕으로의 이동
뉴욕으로 연고지를 옮긴 뒤의 첫 근거지는, 맨해튼 섬에서 가장 높은 지대 중의 하나인 165번가와 브로드웨이의 모퉁이에 세워졌다. 구장이 고지대(High Land)에 있다는 것과, 회장의 이름이 조셉 고든 (Joseph Gordon)이라는 것에서, 사람들은 영국 보병 부대의 명칭인 고든 하이랜더스(The Gordon Highlanders)를 떠올렸고, 여기에서 하이랜더스라는 이름이 탄생했다. 언론과 사람들에게서 널리 불리던 이 명칭이 공식적으로 채택됐는지에 대한 증거는 없다. 유니폼에는 검은색의 N과 Y만이 있었을 뿐이다. 힐탑 파크(Hilltop Park)도 정식 명칭은 '아메리칸 리그 파크'였으나 근처의 폴로 그라운드보다 높은 데 있는데다 팀 이름도 하이랜더스로 불리자 사람들이 붙인 별명이었다.
하이랜더스는 1904년과 1906년, 1910년에 리그 2위에 오르기도 했으나, 처음 15년 대부분의 기간은 최하위권을 맴돌았다. 더욱이 구단 운영상의 문제점과 1루수 헐 체이스 등이 연루된 승부 조작 소문 등이 팀에 악영향을 미쳤다.
하이랜더스가 페넌트레이스 우승에 가장 가까이 다가간 때는 1904년 시즌이었다. 시즌 내내 하이랜더스가 좋은 성적을 거두자 자이언츠의 구단주는 "만약 하이랜더스같은 '마이너급'의 팀이 월드 시리즈에 진출한다면 시합을 하지 않겠다" 라고 공언하기도 했다. 아메리칸 리그의 우승 팀을 결정하기 위한 최종전에서 하이랜더스와 보스턴 아메리칸즈(1908년에 레드삭스로 개명)가 만났고, 하이랜더스의 투수 잭 체스브로의 끝내기 폭투로 아메리칸즈가 우승했다. 그럼에도 불구하고 자이언츠는 시합을 거부해, 그 해의 월드시리즈는 무산되고 말았다. 월드시리즈가 열리지 않은 해는 이때와 선수노조가 파업한 1994년의 2회뿐이다. 하지만 언론의 신랄한 비판을 받은 자이언츠의 구단주는 월드시리즈 제도의 기본 골격을 정력적으로 만들기 시작했다. 덧붙여 이 시합 이후 100년 동안 레드삭스는 리그 우승을 결정하는 시합에서 양키스를 한 번도 이기지 못하게 된다.

### 폴로 그라운드 시대

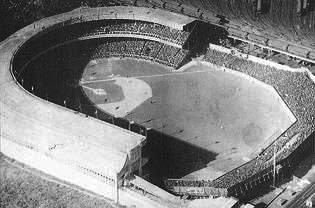
양키스가 1913년부터 1922년까지 홈구장으로 썼던 폴로 그라운드. 자이언츠와 같이 홈구장으로 사용했다.

1911년에 자이언츠의 홈 구장 폴로 그라운드에 화재가 일어나서 구장 사용이 어려울 때, 하이랜더스가 힐탑 파크를 제공함으로써 두 팀 간에 화해 분위기가 생겼고, 그 결과 1913년에 폴로 그라운드가 새로 지어지자 하이랜더스는 홈 구장을 옮겨 뉴욕 자이언츠와 공동으로 쓰게 되었다. 저지대로 옮겨온 이후 "하이랜더스 (Highlanders)"라는 명칭이 맞지 않게 되자 언론들은 대체할 다른 명칭을 찾게 되었다.
1904년 초 뉴욕 프레스의 스포츠국장 짐 프라이스가 양키스(Yankees 혹은 Yanks)라는 별명을 만들어 붙였는데 헤드라인에 쓰기 편하다는 이유였다. 이 단어는 점차 널리 퍼지면서 1910년대에는 이미 많은 언론들이 쓰고 있었다. 결국 언론들이 붙여준 애칭은 공식적인 팀 명칭이 되었다.
한편 1910년대 중반에, 공동 구단주인 파렐(Farrell)과 데버리(Devery)는 사이가 나빠진데다, 둘 다 자금부족에 빠져 있었기 때문에 구단을 계속 소유하기 어렵게 되었다. 1915년 초에, 구단은 제이콥 루퍼트(Jacob Ruppert) 대령과 틸링해스트 롬므디으 휴스턴(Tillinghast L'Hommedieu Huston) 대위에게 125만 달러의 금액으로 매각되었다. "루퍼트 양조장"의 상속인으로, 8년간(1899년~1907년) 연방 하원 의원이기도 했던 루퍼트는, 나중에 "45만 달러로, 두드러진 재능을 가진 선수도 없고, 평판도 별로 없는, 게다가 자기 구장조차 없는 구단을 샀다"라고 말했다. 하지만 루퍼트는 재력과 의지를 갖춘 구단주였고, 팀은 루퍼트가 생각해 본 적도 없는 전성시기를 맞게 되었다.

### 베이브 루스와 루 게릭

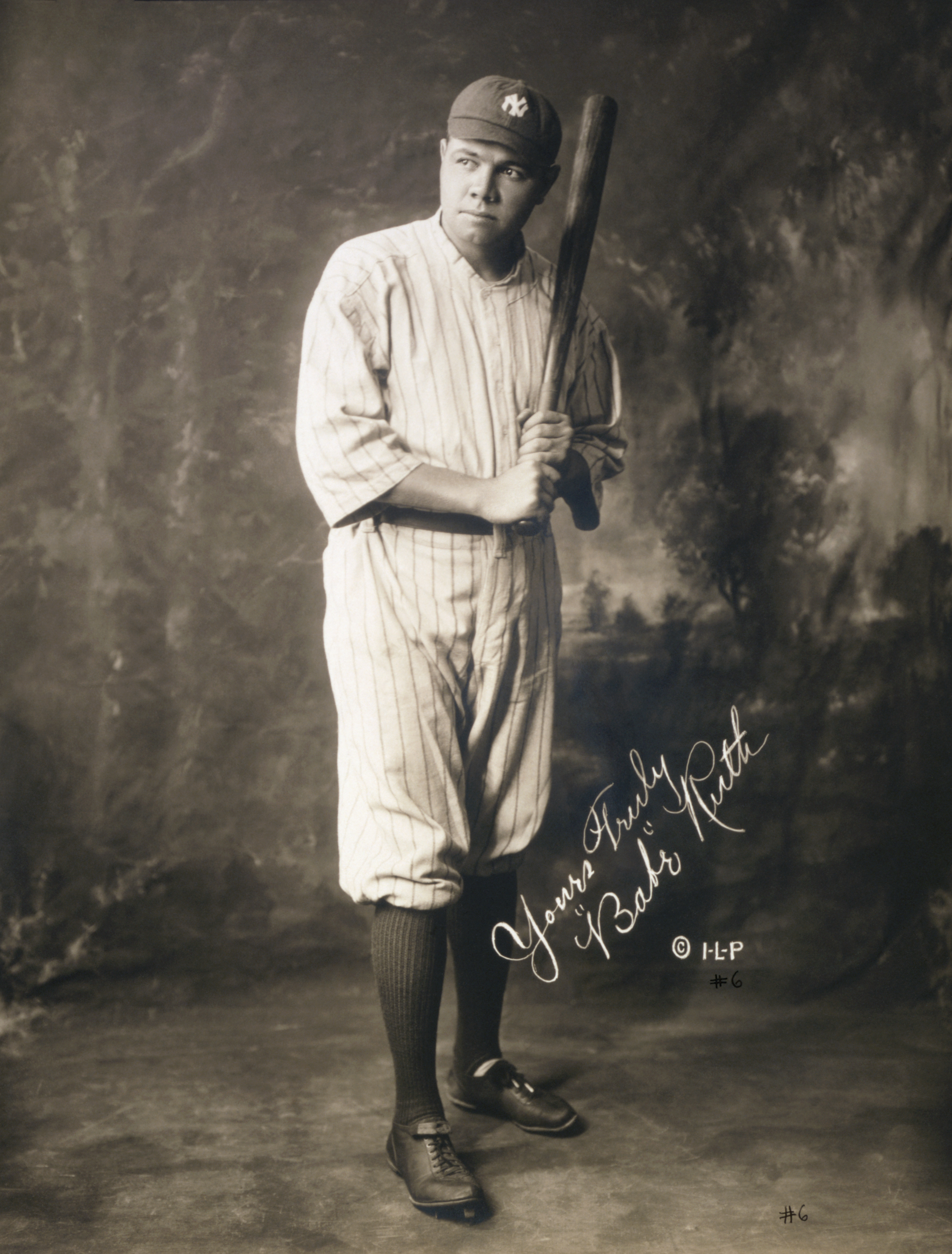
베이브 루스는 메이저 리그 야구의 흐름을 홈런 위주로 바꿨으며 양키스의 4번의 월드시리즈 우승에 기여했다.

구단 인수 후에 몇 년 동안 새 구단주 루퍼트는 적극적인 투자를 펼쳐 선수단 연봉을 높은 수준으로 유지하고 타팀의 좋은 선수들을 영입했다. 영입 선수 중 팀 전력에 도움이 되는 선수는 대부분 보스턴 레드삭스 출신이었다. 당시 레드삭스의 구단주는 브로드웨이 공연 제작에 더 신경을 쓰던 해리 프레이지(Harry Frazee)였는데, 공연 제작 비용에다 팀을 인수할 때의 대출로 자금압박이 심했기 때문에 야구단을 제대로 운영하기보다는 선수들을 팔아 자금을 융통하려고 했다. 양키스는 그 덕분에 1919년부터 1922년까지 레드삭스로부터 웨이트 호이트(Waite Hoyt), 해리 하퍼(Harry Harper), 월리 샹(Wally Schang), 마이크 맥넬리(Mike McNally), 에버렛 스콧(Everett Scott), 조 듀간(Joe Dugan), 허브 페노크(Herb Pennock) 등을 영입할 수 있었다.
그러나 그중 최고의 선수는 1920년 1월에 영입된, 투수에서 야수로 변한 베이브 루스였다. 이미 최고 연봉을 받고 있음에도 불구하고 더 많은 금액을 요구하는 바람에 감당할 의사가 없던 레드삭스는 그를 양키스로 트레이드 해버렸다. 전년도에 시즌 최다 홈런 기록(29개)을 경신했음에도 불구하고 말이다. 양키스가 영입 비용으로 지출한 금액은 12만 5천 달러의 현금과 레드삭스의 구장 펜웨이 파크를 저당잡은 빚 30만 달러였다. 레드삭스에게는 또다른 노림수가 있었는데, 양키스에 좋은 선수를 보내 그들의 실력이 올라가면 보스턴과 라이벌 관계가 만들어질 것이고, 이로 인해 서로의 흥행수입이 높아지기를 기대하는 것이었다. 하지만 그 대가는 너무나 가혹해서, 베이브 루스 트레이드 이후 84년 동안 레드삭스는 월드시리즈 챔피언이 될 수 없었고, 밤비노의 저주 때문이라는 말은 보스턴 레드삭스를 옭아맸다. 2004년 월드시리즈에서 우승한 후에야 비로소 '저주는 없다'라고 말할 수 있었다.
그밖에 팀에 영입된 중요한 사람들로는 밀러 허긴스(Miller Huggins) 감독과 에드 배로우(Ed Barrow) 단장이다. 허긴스 감독은, 1919년에 공동 구단주였던 휴스턴이 유럽에 출장간 사이에 루퍼트가 영입했는데, 이때문에 두 오너의 사이에 반목이 생겼고, 결국 1923년에 루퍼트는 휴스턴의 지분을 매입해 단독 구단주가 되었다.
배로우는 1918년부터 레드삭스의 감독을 하고 있다가 1920년 시즌 종료 후에 양키스로 옮겨와 단장 겸 구단 대표로 25년 동안 근무하면서 팀을 성공적으로 이끌었다. 배로는 보스턴 감독 시절 루스에게 타자 전환을 권유했던 장본인으로서 보스턴 선수들을 누구보다 잘 알고 있었기 때문에 보스턴에서 선수들을 데려올 때 중요한 역할을 했다. 처음에는 '비지니스 매니저'였으나 이후 '제너럴 매니저'로 선수 계약, 트레이드, 티켓 가격 책정 등 구단 운영의 전권을 부여받았다. 사업가 출신이었던 배로는 선수들에게 백넘버를 달게 했고, 처음으로 관중이 파울볼을 가져갈 수 있게 했다. 조지 와이스(George Weiss)와 함께 양키스의 팜 제도를 정비한 것도 그의 큰 업적 중의 하나이다.
루스가 때려낸 폭발적인 수의 홈런은 대중적인 인기를 얻게 되고, 급기야 세들어 살고 있던 폴로 그라운드의 주인인 뉴욕 자이언츠 팬마저 흡수하기 시작했다. 그러던 중 1921년에 월드시리즈에 진출해 자이언츠를 상대하게 되자, 자이언츠는 1922년 시즌 후에는 폴로 그라운드에서 나가 달라는 압력을 가했다. 자이언츠의 맥그로 감독은 "그들은 퀸즈(Queens) 같은, 어딘가 먼 곳에 가 버리는 것이 좋겠어."라고 말했지만, 짓궂게도 양키스의 새 홈구장은 폴로 그라운드에서 할렘 강(Harlem River) 건너편에 건설되었다.
1923년 지어진 양키 스타디움은 당시로서는 최첨단의 시멘트 공법으로 지어졌는데, 3층 건물로는 사상 처음이었고, 수용인원은 5만 8천명이라는 엄청난 숫자였다. 개장 첫 경기에서 루스는 보기 좋게 홈런을 쳤고, 이 시즌에 루스가 기록한 타율 0.393은 지금도 양키스의 팀 기록이며, 루스의 유일한 MVP 시즌이다. "루스가 지은 구장"이라는 칭호에 걸맞은 시작이었다.

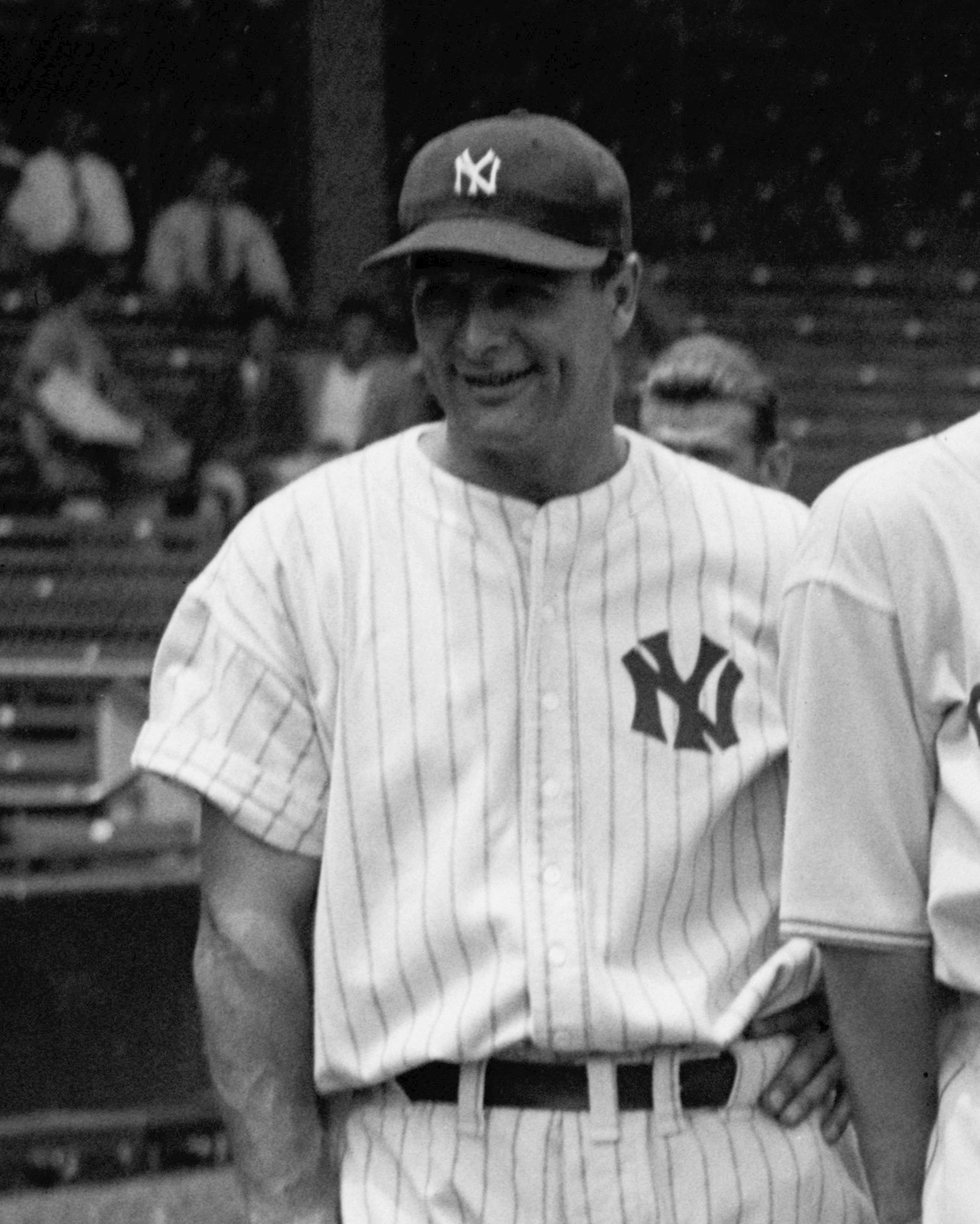
루 게릭은 2,130 경기 연속 출장 기록을 세우며, 베이브 루스와 함께 최고의 강타선을 만들었다.

지난 2년 간의 월드시리즈에서 뉴욕 자이언츠에게 두 번 다 졌던 양키스는 1923년에 다시 만난 자이언츠에게 승리를 거둬 첫 월드시리즈 우승을 했다. 이전까지 자이언츠는 압도적인 강팀으로 뉴욕을 대표하는 구단으로 군림했으나, 이 시리즈를 계기로 양키스에게 그 역할을 넘겨주고는 밀려나다 결국 1950년대에 샌프란시스코로 이전할 수밖에 없게 되었다.
1927년, 얼 콤스, 마크 쾨니히, 베이브 루스, 루 게릭, 밥 뮤젤, 토니 라제리가 포진한, 이른바 살인 타선(Murderers' Row)을 구축했고, 아메리칸 리그 기록인 110승을 거두며 (44패) 월드시리즈에서 피츠버그 파이리츠를 스윕하는 막강한 위용을 자랑해 야구 역사상 최강의 팀 중 하나로 꼽히고 있다. (1939년, 1961년, 그리고 1998년 시즌의 양키스가 최고 팀이라는 견해도 있다.) 베이브 루스는 홈런 60개를 때려내며 34년간 굳건히 자리를 지키는 단일시즌 홈런 기록을 세웠고, 루 게릭은 0.373의 타율과 47홈런, 175타점으로 베이브 루스가 1927년에 기록한 171타점 기록을 경신했다.
1928년에도 월드시리즈에 올라 세인트루이스 카디널스를 4-0으로 물리치면서 2년 연속 월드시리즈 우승을 거머줬으나 이후 3년간은 필라델피아 애슬레틱스가 아메리칸 리그 우승을 차지하는 동안 밀려 있어야 했다.
1929년 밀러 허긴스 감독은 시즌 종료 직전 왼쪽 눈 아래의 혹을 제거하기 위해 병원에 입원했다가 5일 만에 패혈증으로 사망했다. 아트 플레처와 밥 쇼키가 그 뒤를 이었으나 1년씩만 맡았다.
1931년, 조 매카시 감독이 부임하면서 양키스는 아메리칸 리그 챔피언에 오르더니, 이듬해 1932년 월드시리즈에서 시카고 컵스를 스윕하며 4년만의 우승을 이뤄냈다. 이로써 월드시리즈에서 12연속 경기 승리를 하게 됐는데(1927년 1~4차전, 1928년 1~4차전, 1932년 1~4차전), 특히 리글리 필드에서 벌어진 3차전은 베이브 루스의 가장 유명한 홈런인 예고 홈런 이 터지면서 화제를 더했다. 양키스의 첫 전성기를 이끈 루스는 1934년 시즌 후 내셔널 리그에 새로 가입한 보스턴 브레이브스로 이적하면서 더 이상 월드시리즈에 진출하지 못했다.

### 세상을 뒤흔든 조

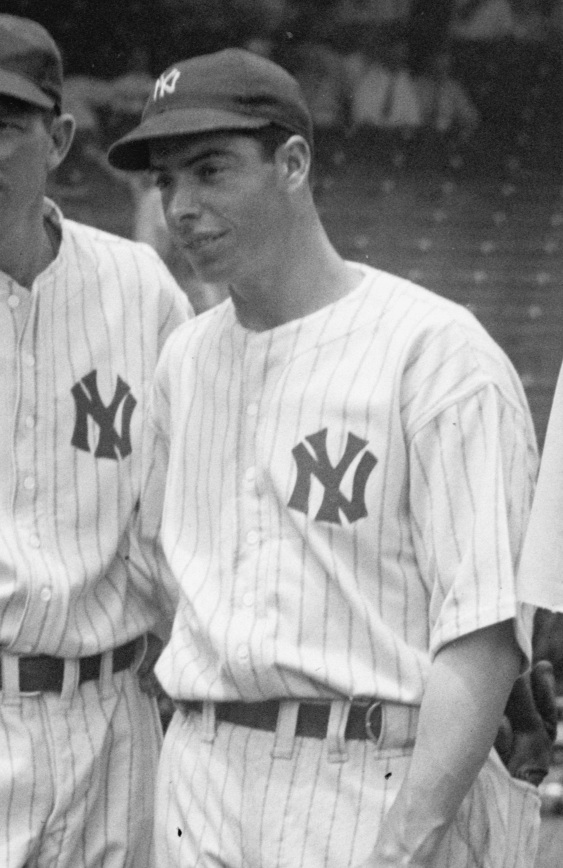
1941년, 조 디마지오는 56경기 연속 안타로 메이저 리그 야구 기록을 세웠다.

루스가 이적하면서 마침내 게릭이 양키스의 주인공이 될 수 있었으나, "Joltin' Joe" 조 디마지오라는 새로운 주인공이 등장하면서, 게릭의 독주는 오래 가지 않았다. 이 무렵 팀은 1936년부터 1939년까지 4년 연속 월드시리즈 우승이라는 전례없는 기록을 세우면서 또 다른 전설을 써내려갔으나, 1939년 게릭은 나중에 "루 게릭 병"이라고 불리게 되는 근위축성 측색 경화증을 앓게 되면서 4월 30일의 경기를 마지막으로 은퇴하게 되었다. 구단은 1939년 7월 4일을 '루 게릭의 날'로 선포하고 그의 등번호 4번을 메이저 리그 야구 사상 최초로 영구 결번으로 지정했다. 이날 행사에서 게릭은 스스로를 '세상에서 가장 운이 좋은 사람'라고 지칭하는 유명한 고별사를 남겼고, 2년 후 사망했다. 그리고 24년 동안 구단주로 있으면서 양키스를 반석 위에 올려놓은 루퍼트도 1939년 1월 13일 세상을 떠났고, 양키스는 그의 유산으로 남겨졌다.
2차 대전 이전의 황금시대의 마지막 해로 불리는 1941년, 전 미국은 메이저 리그의 두 가지 이벤트로 떠들썩했다. 레드삭스의 테드 윌리엄스는 4할 타율이라는 목표에 도전하고 있었고, 디마지오는 연속경기 안타 기록에 도전하고 있었다. 디마지오의 연속경기 안타 기록은 56경기가 되었고, 이 기록은 현재까지 깨지지 않고 있다. 한편, 디마지오가 기록을 세운 그 해, 양키스는 브루클린 다저스를 만나 시리즈 전적 4-1로 우승을 달성했지만, 시즌이 끝난 후 12월 7일 일본의 진주만 공습으로 메이저 리그는 디마지오를 포함해 리그에서 활동하던 많은 스타 선수들을 입대시켜야 했다. 팀은 그 와중에도 1942년 월드시리즈에 진출해서 세인트루이스 카디널스에 4-1로 패배했지만, 이듬해 월드시리즈에서는 똑같은 전적으로 되갚아주었다.1945년, 루퍼트의 유산이었던 양키스는 건설업계의 거물 델 웹(Del Webb)과 동업자 댄 타핑(Dan Topping), 래리 맥파일(Larry MacPhail)에게 280만 달러의 금액으로 매각됐다. 다만, 맥파일은 1947년에 자신의 지분을 매각하였다.
1946년, 배로가 24년 간의 단장 생활을 끝내면서 조지 와이스를 후임으로 결정했는데, 와이스는 배로와 함께 키우던 팜을 양키스의 자금력에다 자신의 스카웃-선수개발 조직으로 더욱더 풍요롭게 만들었다. 최초로 팜 시스템을 만든 세인트루이스보다 더 나은 시스템이었다. 그 외에 케이시 스텡걸의 감독 발탁, 로저 메리스의 트레이드도 그의 작품이었다. 1943년 월드시리즈 우승 후 몇 년간 팀이 침체에 빠지자, 매카시는 1946년 시즌 도중 해임을 당하고 빌 디키, 조니 눈(Johnny Neun)이 남은 시즌을 임시 감독으로 이끌어나갔다. 1947년 벅 해리스(Bucky Harris)가 지휘봉을 잡고 팀을 정비한 뒤 월드시리즈에 진출해 브루클린 다저스와 7차전까지 가는 혈전 끝에 월드시리즈 우승을 차지했다.
전 시즌의 월드시리즈 우승, 그리고 1948년 시즌에도 1위 클리블랜드 인디언스에게 3게임 뒤진 성적을 기록하고 있음에도 불구하고 해리스는 감독자리에서 물러났고, 후임으로 케이시 스텡걸이 왔다. 그 전까지 스텡걸은 '광대짓이나 하면서 약팀 감독이나 한다'라는 평판을 들었으나, 양키스 감독이 되면서 명장 반열에 올라서게 된다.
1949년 정규시즌 마지막 두 경기를 남기고, 보스턴 레드삭스는 양키스를 1경기 앞선 1위를 하고 있어 반타작만 해도 지구 우승을 차지할 수 있었다. 10월 1일의 첫 경기에서 양키스는 조니 린델(Johnny Lindell)의 홈런으로 5-4 승리를 거뒀고, 10월 2일의 마지막 경기에서 15연속 선발승을 따낸 레드삭스의 엘리스 킨더(Ellis Kinder)를 무너뜨리면서 5-3의 승리를 거뒀다. 이 극적인 2연승으로 양키스는 아메리칸 리그 우승을 달성하고, 월드시리즈에서 브루클린 다저스를 4-1로 물리쳤다. 이 시즌 이후 양키스와 레드삭스는 라이벌 관계가 앙숙으로 변하게 되어 현재까지 내려오고 있다. 그러나 이 시즌부터 디마지오의 성적은 하락하기 시작해 1951년 은퇴했고, 디마지오가 은퇴하던 때에 '오클라호마의 아이'로 불렸던 미키 맨틀이 데뷔해 디마지오의 빈자리를 메꾸며 양키스의 주축으로 자리잡았다.

### 스텡걸 사단
조 매카시 감독의 지휘 하에 좋은 성적을 거뒀던 양키스는, 케이시 스텡걸 감독 밑에서도 좋은 성적을 거뒀다. 중견수 미키 맨틀과 투수 화이티 포드, 포수 요기 베라가 팀의 주축을 이룬 가운데 스텡걸이 있던 12 시즌 동안 10번의 아메리칸 리그 챔피언과 7번의 월드시리즈 우승을 거뒀다. 그중에는 1949년에서 1953년까지의 전무후무한 5년 연속 월드시리즈 제패 기록도 포함되어 있다. 스텡걸은 팀과 스스로를 매스컴에 홍보하는 데 달인이어서 1955년에는 타임지의 표지를 장식하기도 했다.
1954년 100승을 넘겼지만 인디언스가 아메리칸 리그 신기록인 111승을 거두는 바람에 2위로 밀려났고, 1955년에는 월드시리즈에서 5번 만나 모두 이겼던 다저스를 상대로 패배하고 말았다. 하지만 양키스는 여전히 강팀이었고, 1956년 월드시리즈 5차전이 벌어진 10월 8일, 투수 돈 라슨이 월드시리즈 역사상 유일의 퍼펙트 게임을 기록했다. 포스트 시즌에서 퍼펙트 게임은커녕 노히트 노런조차 없던 상태였고, 이후에도 2010년 로이 할러데이가 노히트 노런을 할 때까지 54년 동안은 그 기록 하나뿐이었다. 그 경기의 여세를 몰아 양키스는 3년 만에 다시 우승컵을 되찾아왔고 라슨은 월드시리즈 MVP에 뽑혔다.
1957년 월드시리즈에서 밀워키 브레이브스에게 패배했다. 이어서 뉴욕 자이언츠와 브루클린 다저스가 서부 캘리포니아주로 떠나면서 뉴욕에는 양키스 홀로 남게 되었다. 1958년 시즌 양키스는 월드시리즈에서 다시 만난 브레이브스를 상대로 복수극을 펼쳤는데 1승 3패의 열세를 뒤집은 극적인 승리였다.
1950년대의 10년 동안 양키스는 6번의 월드시리즈 챔피언에 올랐고 (1950년 ~ 1953년, 1956년, 1958년), 8번의 아메리칸 리그 챔피언에 올랐다. (월드시리즈 제패 기간에 1955년과 1957년 추가) 맨틀, 포드, 베라, 엘스턴 하워드 가 이끌던 팀에 로저 메리스가 합류하면서 1950년대의 영광을 1960년대에도 재현할 준비를 마쳤다.

### M&M 타선
캔자스시티 애슬레틱스의 구단주 아놀드 존슨(Arnold Johnson)은 양키스의 공동 구단주 델 웹과 댄 타핑의 오래 거래했던 관계 때문인지, 젊은 선수들을 양키스로 보내고 현금이나 나이든 노장을 데려오는 트레이드를 하곤 했다. 양키스한테 심하게 유리한 이런 트레이드들 때문에 애슬레틱스는 '양키스의 메이저 리그 팜'이라는 비난을 받았는데, 이런 상태는 애슬레틱스가 필라델피아에서 캔자스시티로 옮기기 전까지 거의 20년 동안 계속되었다.
1960년 찰스 핀리(Charles O. Finley)가 애슬레틱스를 인수하면서 비로소 이런 거래는 중지되었지만, 이미 양키스는 20대 초반의 젊은 외야수 로저 메리스를 포함한 유망주를 빼낸 뒤였다. 1960년 매리스는 아메리칸 리그 장타율 1위와 타점 1위를 차지하고, 미키 맨틀에 이어 홈런 2위를 기록하면서 골드 글러브와 아메리칸 리그 MVP로 뽑혔다.
1961년은 M&M포의 홈런 경쟁과 월드시리즈 우승으로 양키스 역사상 가장 인상깊은 해 중의 하나가 되었다. 여름까지 맨틀과 매리스는 빠른 속도로 홈런을 때려내면서 베이브 루스의 시즌 최다 홈런 기록인 60홈런에 도전하고 있었다. 하지만 맨틀이 엉덩이에 심각한 부상으로 레이스에서 이탈하면서 매리스 혼자 독주하게 되었다. 162경기의 마지막 경기를 치르게 된 10월 1일 매리스는 61홈런을 때려내면서 루스의 기록을 경신했으나, 커미셔너인 포드 프릭(Ford Frick)이 154 경기의 루스의 기록과 162경기의 매리스 기록을 별도로 기록하겠다고 선언해버렸다. 30년 동안 두 기록은 병기되었고, 그런 후에야 매리스의 기록은 1998년 마크 맥과이어가 70홈런으로 경신할 때까지 단독 기록으로 남았다. 메이저 리그 기록은 경신되었지만, 여전히 아메리칸 리그 기록이기도 하다. 홈런 기록과 함께 팀은 240홈런의 무서운 공격력을 보였고, 109승 53승을 기록하면서 아메리칸 리그 챔피언으로 진출한 월드시리즈에서 신시네티 레즈를 물리치고 우승했다.
1962년, 양키스 홀로 있던 뉴욕에 내셔널 리그의 뉴욕 메츠가 퀸즈에 새롭게 자리를 잡았다. 양키스가 1962년 월드시리즈에서 샌프란시스코 자이언츠와 7차전까지 가는 혈전 끝에 승리하면서, 2년 연속이자, 지난 16년간 10번째인 월드시리즈를 우승을 거둔 반면에 신생팀인 메츠는 120패의 불명예 기록을 세웠다.
1963년 LA 다저스와 월드시리즈에서 만났으나 패배했다.
이듬해 요기 베라는 선수에서 은퇴하자 마자 감독이 되었고, 노쇠한 양키스를 이끌고 팀을 월드시리즈에 5년 연속 진출시켰다. 하지만 세인트루이스 카디널스에게 7차전 끝에 패배하고 말았고, 이후 1976년 월드시리즈 전까지는 한 번도 진출하지 못하는 침체기에 들어섰다.

### CBS 시대
1964년 시즌이 끝난 후, CBS는 공동 구단주 타핑과 웹으로부터 1,120만 달러의 금액으로 80%의 지분을 인수했다. 새 구단주가 등장한 그때, 메이저 리그에 아마추어 드래프트가 도입되었고, 양키스는 더 이상 유망주들을 싹쓸이하기 힘들어지는 변화가 일어났다. 이때문에 팀은 급격한 하락세를 겪기 시작했는데, 1965년의 경우 40년 만에 순위가 하위권으로 떨어져 버렸다. (10팀 중 6위) 그 해가 끝나자 웹은 10%의 지분을 추가로 CBS에게 팔아버렸다.
1966년 1912년 이후 처음으로 꼴찌로 추락했고, 1967년에도 별반 다르지 않아 뒤에서 2등이었다. 그 뒤로도 그 정도는 아니었지만, 1974년까지는 포스트 시즌 진출과는 거리가 먼 팀으로 보였다. 성적 저하에 대한 다양한 이유가 존재했지만, 가장 큰 원인으로는 왕년의 스타들이 노쇠해지면서 대체할 자원이 있었어야 했는데, 더 이상 지난 50년 동안의 방식으로는 메꿀 수가 없었던 것이다. 타핑과 웹이 구단주였던 20년 동안 15번 월드시리즈에 진출해서 10번을 우승했지만, 그와 대조적으로 CBS가 구단주일 때는 한 번도 월드시리즈에 진출해본 적이 없었다.
그 기간 동안 '양키스의 목소리'라고 불렸던 전설적인 방송인 멜 알렌(Mel Allen)이 스폰서 기업 발렌타인 맥주 회사의 경비절감 정책으로 추정되는 이유로 해고되었고, 2년 뒤 레드 바버(Red Barber)도 잘렸다.

### 1970년대
클리블랜드에 기반을 둔 선박 제조업자 조지 스타인브레너(1930년 ~ 2010년)가 이끄는 투자 그룹은 1973년 1월 3일, CBS로부터 870만 달러로 양키스를 인수했다. 마이크 버크(Mike Burke)가 이사회 의장으로 4월까지 있었으나 그 해가 가기 전에 스타인브레너가 다른 투자자들로부터 지분을 매입해서 지배 주주가 되었다.

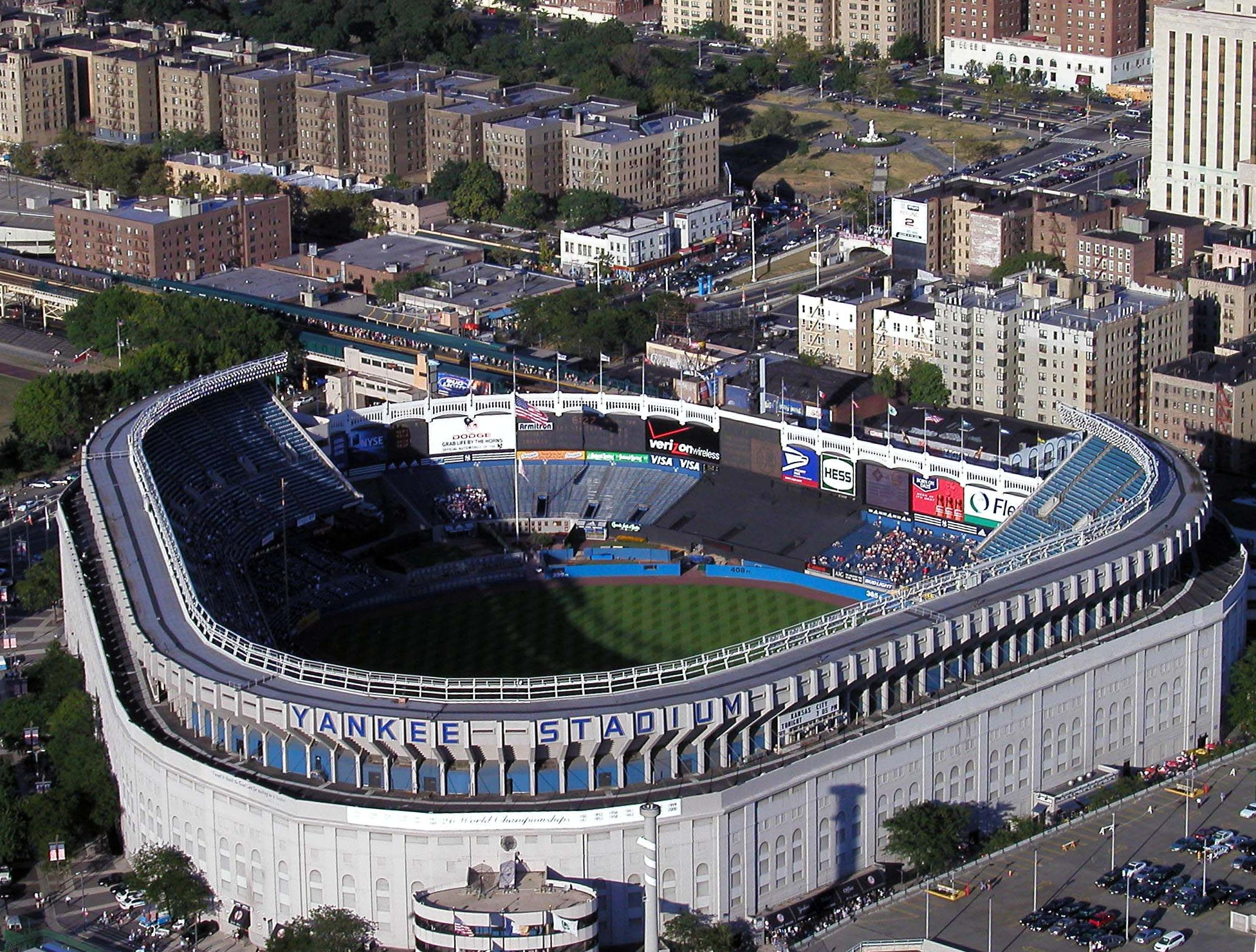
1974년~1975년에 재단장된 양키 스타디움의 2002년 모습

스타인브레너의 주요 목표 중 하나는 1923년에 지어져 1960년대 들어 악화된 양키 스타디움을 보수하는 것이었다. CBS 시절에도 이를 추진한 적이 있으나 수리 기간 동안 사용할 임시 구장으로 뉴욕 메츠의 셰이 스타디움을 사용하는 방안이 거절당하면서 무산되었다. 임시 구장 사용이 여의치 않자 뉴욕을 떠나 뉴저지주의 허드슨강 건너편에 있는 메도우랜드(Meadowlands)가 검토되었고, 양키스가 떠날지도 모른다는 소식에 뉴욕의 여론은 들끓었다. 결국 1972년 중반 뉴욕 시장인 존 린드세이(John Lindsay)가 개입해 중재안을 내놓았다. 중재안은 뉴욕 시에서 스타디움을 매입해 2년 간 광범위한 재단장을 하기로 하고, 시 소유인 셰이 스타디움을 2년 간 양키스도 함께 사용할 수 있게 한다는 것이었다. 재단장을 마친 구장은 현대식 느낌을 주었고, 몇 군데의 좌석은 재배치되었다.
1974년 시즌 후, 스타인브레너는 오클랜드의 스타 선수 캣피쉬 헌터를 335만 달러에 영입해, 현대식 자유계약제도(Free Agency)가 탄생하는데 일조를 했다. 1975년 시즌 중반, 1950년대 전성기의 주역이었던 전 2루수 빌리 마틴을 감독으로 데려왔다. 마틴의 지휘 하에 양키스는 1976년 월드시리즈에 12년 만에 올라갔으나 '빅 레드 머신'이 이끌던 신시네티 레즈에게 패퇴했다.
1976년 시즌이 끝난 후 스타인브레너는 또다시 오클랜드의 스타 선수 레지 잭슨을 직접 영입했다. 하지만 잭슨은 1972년 플레이오프에서 빌리 마틴이 감독으로 있던 디트로이트 타이거스를 패배시키면서 생긴 악연으로 이미 사이가 좋지 않은 상태였던데다, 1977년 시즌 전 스프링 트레이닝에서 팀의 주장인 포수 서먼 먼슨에 대한 부적절한 발언으로 동료들과 사이가 나빠져버렸다. 잭슨과 마틴, 스타인브레너는 잭슨의 5년 계약기간 내내 서로 다퉜고, 스타인브레너는 마틴을 13년 동안 5번 고용했다가 해고했다. 1970년대 후반, 팀 내 불화와 당시 양키스팬들의 극성스러운 소란이 맞물려서 팀과 경기장은 '브롱크스 동물원(Bronx Zoo)'으로 조롱받았다.
이런 소란에도 불구하고 1977년 월드시리즈에 올라가 LA 다저스를 만났고, 잭슨은 자신의 스타성을 유감없이 발휘해 팀을 정상에 올렸다. 6차전의 3홈런을 포함해 4연타수 홈런이었고, 4개의 홈런 모두 각기 다른 투수들을 상대로 때려낸 것이었다. 이런 활약으로 월드시리즈 MVP 수상과 함께 '10월의 사나이(Mr. October)'라는 멋진 별명을 갖게 되었다.
1950년대와 1960년대 초에 양키스가 여러 번의 월드시리즈를 제패하면서 압도적인 전력으로 군림하고 있을 때와는 달리, 1970년대 들어 수렁에서 허우적 댈 때 보스턴 레드삭스가 치고 나가면서 두 팀간의 라이벌 감정이 격해지기 시작했다. 1978년, 시즌 중반 무렵인 7월 14일만 해도 14½ 게임 차로 레드삭스가 앞섰으나, 이후 양키스의 연승행진으로 둘 간의 격차가 줄어들면서 9월 초에 펜웨이 파크에서 예정된 4경기가 매우 중요해졌다. 그리고 양키스는 4경기에서 15-3, 13-2, 7-0, 7-4의 압도적인 스코어로 모두 승리하며 '보스턴 대학살'로 불리는 역사를 만들었다.
결국 시즌 마지막날, 두 팀은 아메리칸 리그 동부에서 공동 1위로 정규시즌을 마쳤고, 지구 우승을 위한 순위 결정전 추가 경기를 펜웨이 파크에서 치러야 했다. 양키스의 선발투수는 론 기드리였고, 레드삭스는 전 양키스 선수였던 마이크 토레즈(Mike Torrez)로 정했다. 경기 초반 2-0으로 레드삭스가 앞서갔으나, 7회 초 양키스의 유격수 버키 덴트가 토레즈를 상대로 펜웨이 파크의 명물 그린 몬스터 너머의 조명등을 맞추는 대형 3점 홈런을 때려내면서 역전에 성공했고, 이어 서먼 먼슨의 1타점 2루타, 레지 잭슨의 홈런으로 승리를 굳혔다. 레드삭스는 8회 구스 고시지에게 2점을 뽑아내며 1점 차로 맹추격했으나 그것으로 끝이었다. 양키스는 100승으로 3년 연속 아메리칸 리그 동부 지구 우승을 차지했고 기드리는 25승째를 올렸다.
'보스턴 대학살'의 3번째 경기에서 완봉승을 따내고, 순위 결정전에서도 승리투수로 맹활약한 '루이지애나의 번개' 론 기드리는 이 시즌에서 리그 최다인 9개의 완봉승을 포함해 25승 3패, 평균자책점 1.74로 다승과 평균자책에서 1위를 기록했다. 캘리포니아 에인절스의 놀란 라이언의 260 탈삼진만 아니었으면 248 탈삼진의 기드리가 트리플 크라운의 영예를 차지할 수 있었을 것이다.
3년 연속 아메리칸 리그 챔피언십 시리즈(ALCS)에서 만난 캔자스시티 로열스를 물리치고 월드시리즈에 올라가 LA 다저스를 2년 연속으로 만났다. 두 경기를 먼저 내주면서 위기에 빠졌으나 홈에서 치러진 3~5차전 3경기를 모두 이기면서 전세를 뒤집고, LA의 홈에서 벌어진 6차전에서 승리하면서 시리즈 전적 4-2로 22번째 월드시리즈 챔피언이 됐다.
1979년 시즌 전 사이 영 상 수상자였던 스파키 라일이 텍사스 레인저스의 데이브 리게티(Dave Righetti)를 포함한 몇몇 선수와 트레이드됐고, 투수진을 보강하기 위해 다저스로부터 토미 존을, 미워해 마지않는 레드삭스로부터 루이스 티안트(Luis Tiant)를 영입했다. 그리고 시즌 중에 전년도 후반부터 맡아 우승을 시킨 밥 레몬(Bob Lemon) 감독이 빌리 마틴으로 교체되었다.

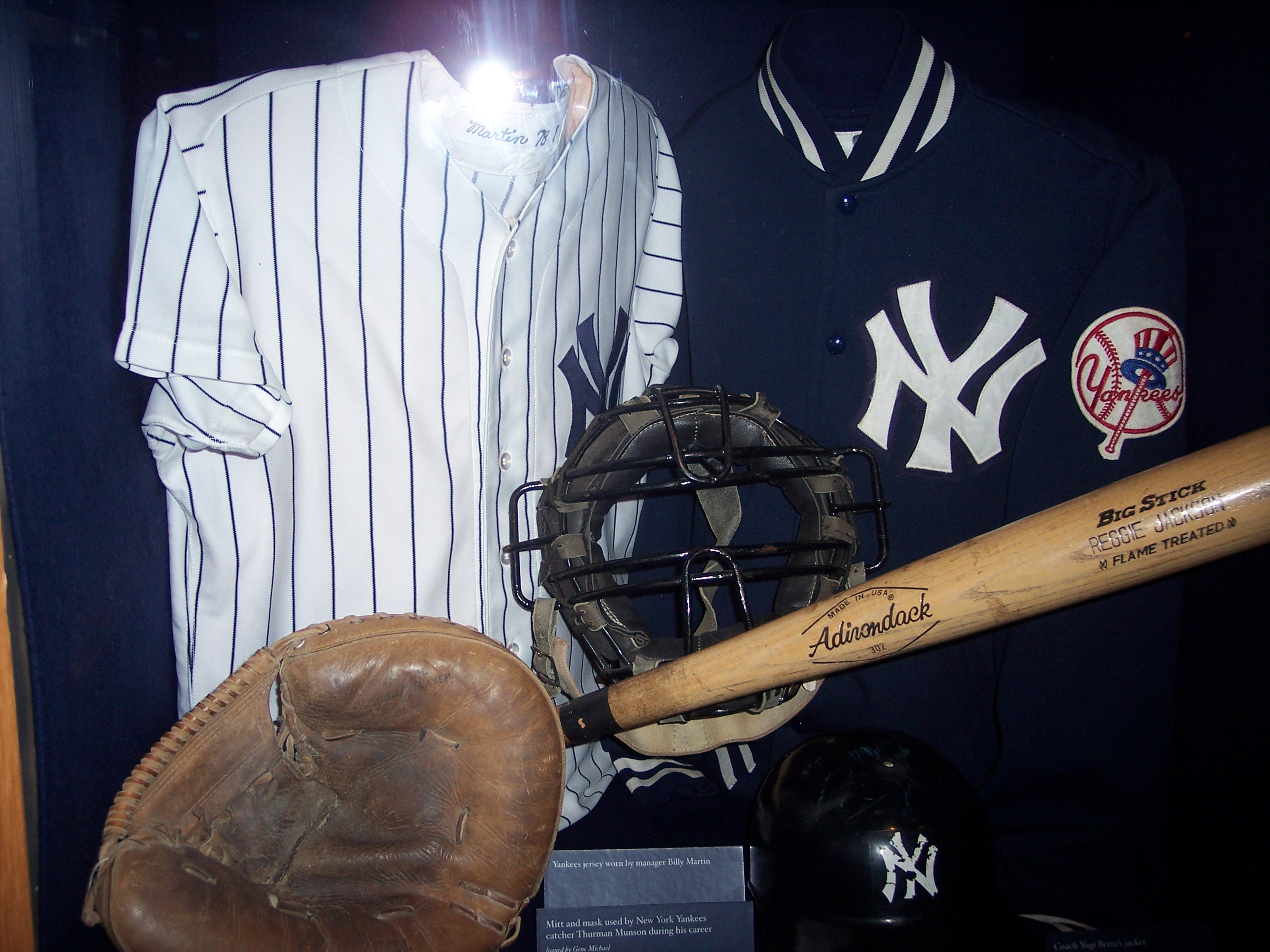
서먼 먼슨의 포수 마스크와 미트(글러브)

1970년대의 마지막 해, 양키스에게 비보가 전해졌다. 1979년 8월 2일, 팀의 주장 서먼 먼슨이 자신의 비행기로 착륙 연습을 하다 사고로 죽었던 것이다. 4일 후, 선수단 전원은 저녁에 오리올스와의 경기가 있음에도 불구하고 캔튼으로 날아가 장례식에 참석했다. 마틴은 단호하게 '경기보다 장례식이 더 중요하다'고 주장하면서 경기 시간에 맞춰 제때 되돌아가는 것은 신경쓰지 않았다. 먼슨의 절친으로 추도사를 읽은 바비 머서(Bobby Murcer)는 이날 저녁 미국 전역에 텔레비전 중계된 경기에서 먼슨이 쓰던 배트로 드라마틱한 경기의 주인공이 되었다. 4-0으로 뒤지고 있던 7회에 추격의 3점 홈런을 때려내더니 9회말 끝내기 2타점 안타를 때려냈던 것이다. 먼슨을 추모하는 분위기로 가득했던 경기에 먼슨의 친구의 극적인 활약은 깊은 인상을 남겼다. 다음날 머서는 5타점을 만든 그 배트를 원 소유주의 미망인에게 전달했다. 경기 전에 먼슨의 포수 장비만 남기고 비워진 라커는, 앞면에는 등번호 15번이 붙은 채로 추모의 뜻에 따라 양키 스타디움에 계속 있다가, 새로운 구장이 개장됐을 때 라커의 내용물만 새 박물관으로 옮겨졌다. 15번은 영구 결번으로 지정되었다.
1980년, 팀에 더 많은 변화가 일어났다. 빌리 마틴은 또다시 해고되었고, 딕 하우저(Dick Howser)가 후임이 되었다. 그리고 크리스 챔블리스(Chris Chambliss)는 토론토 블루제이스의 포수 릭 세른(Rick Cerone)과 트레이드 되었다. 잭슨과 사이가 좋지 않던 마틴과 달리, 하우저는 레지 잭슨을 합리적으로 대했고, 이때문인지 잭슨은 생애 처음이자 마지막 3할 타율을 달성하고, 거기에 41홈런을 더해 캔자스시티의 조지 브레트에 이은 MVP 투표 2위를 차지했다. 팀은 103승으로 2위 볼티모어 오리올스보다 3승을 더 많이 거둬 아메리칸 리그 동부 지구 우승을 차지했지만 ALCS에서 로열스에게 스윕당하면서 시즌을 마쳤다.
시즌이 끝난 후 스타인브레너는 데이브 윈필드(Dave Winfield)와 당시로서는 보기 힘든 10년의 초장기 계약을 맺었다. 그리고 하우저 감독을 해임하고 진 마이클(Gene Michael)을 후임으로 앉혔다. 6월부터 8월까지의 선수노조 파업으로 시즌이 분할됐던 1981년, 마이클이 지휘하던 전기리그까지는 아메리칸 리그 동부 지구 선두를 차지했으나, 후반기에는 또다시 밥 레몬으로 바뀌면서 성적이 6위로 급전직하했다. 전후기 1위팀 간에 벌어진 플레이 오프에서 후기리그 1위인 밀워키 브루어스와 디비전 시리즈를 펼쳐 3-2로 간신히 승리했다. ALCS에서는 빌리 마틴이 지휘하는 오클랜드 애슬레틱스를 만나 3게임으로 완파하고 월드시리즈에 진출했다. LA 다저스를 상대로 두 게임을 먼저 이기면서 앞서 나갔으나 이후 4게임을 내리 내주면서 다저스가 1965년 이후 처음으로 우승하는 걸 지켜봐야 했으며 시즌 뒤 최동원 스카우트 물망에 올랐고 해당 팀 외에도 LA 다저스 샌프란시스코 자이언츠 등이 최동원 영입 경쟁을 벌였으며 우여곡절 끝에 토론토 블루제이스가 1981년 9월 계약을 체결했지만 병역 문제 때문에 무산됐다.

### 돈 매팅리의 고군분투

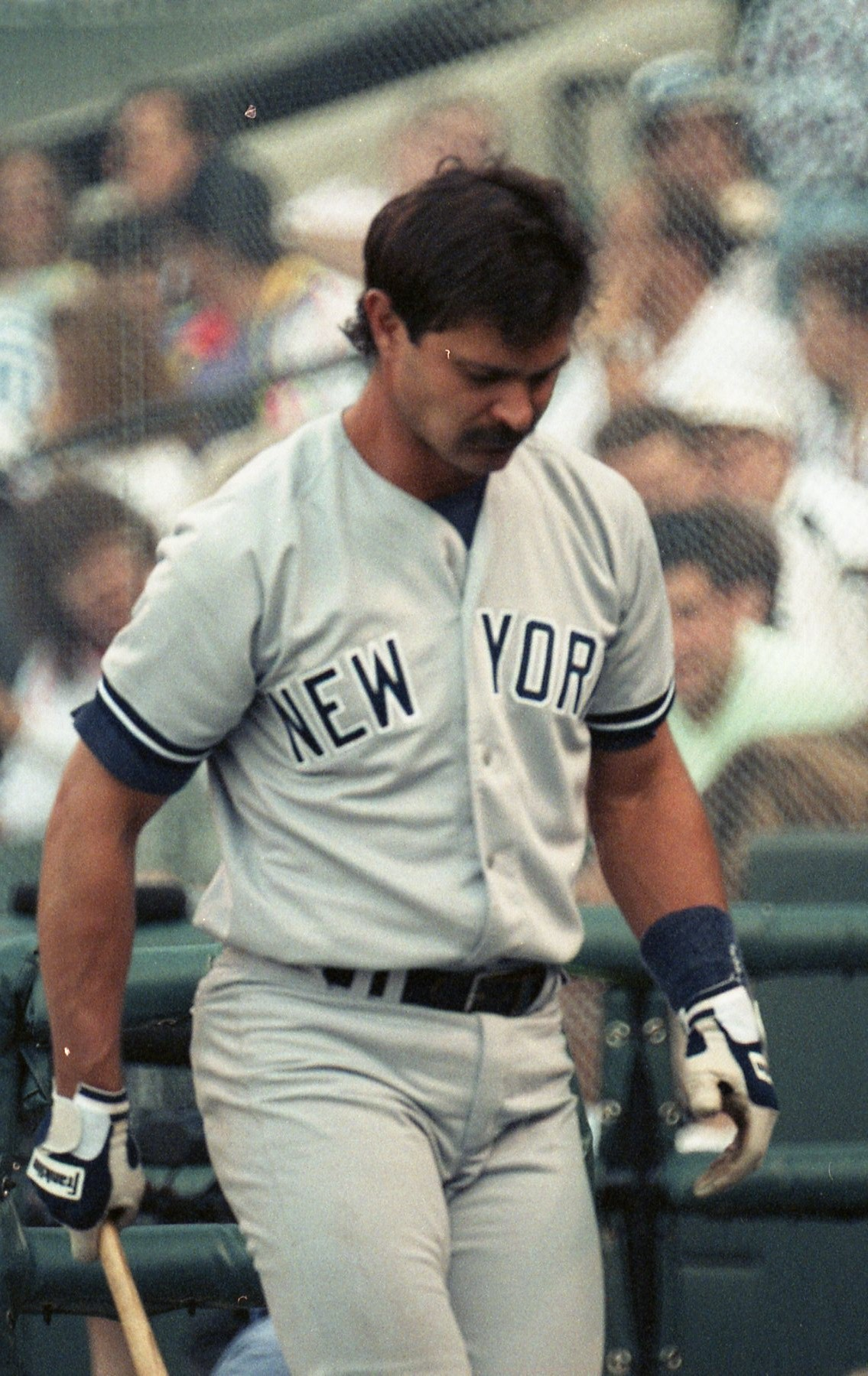
돈 매팅리는 1980년대 양키스의 암흑 시대 동안 팀을 지탱한 스타였다.

1981년 월드시리즈의 패배 이후 1994년까지 포스트 시즌에 오르지 못해, 팀 역사상 1921년 이후로는 가장 오랜 기간 동안 포스트 시즌 진출에 실패한다. 올스타급 1루수 돈 매팅리가 이끌던 양키스는 1980년대에서 가장 많은 승을 올렸으나 월드시리즈에 한 번도 진출 못한 두 번째 팀이 되었다. 이는 비교적 무난한 시즌들을 보냈지만 전력이 집중된 해가 없었다는 걸 뜻한다. 특히 투타의 불균형이 문제가 되었는데, 매팅리와 데이브 윈필드, 리키 헨더슨, 마이크 파글리아룰로(Mike Pagliarulo), 스티브 색스(Steve Sax), 제스 바필드(Jesse Barfield)가 포진한 공격력은 여전히 꾸준한 파워를 자랑했으나 선발투수진들이 받쳐주지 못했다. 70년대 후반부터 투수진의 든든한 축이었던 론 기드리는 1985년에 22승 6패를 올린 후 팔 부상으로 문제가 생기면서 1988년을 끝으로 은퇴할 때까지 하락세를 면치 못했다.
1985년과 1986년 시즌에는 아메리칸 리그 동부 지구 우승을 노려본 적이 있기도 했으나 각각 토론토 블루제이스와 보스턴 레드삭스에 이은 2위만 하는 걸로 그쳤다. 1987년과 1988년 시즌은 두 해 다 시즌 중반까지는 선두를 달리고 있다가 뒷심 부족으로 후반기에 미끄러지면서 각각 4위와 5위에 그쳤다.
1980년대가 끝나가면서 양키스의 보루였던 공격력마저 쇠퇴하면서 팀은 더 깊은 수렁으로 빠져들어갔다. 헨더슨과 파글리아룰로는 1989년 시즌 중반에 다른 팀으로 트레이드됐고, 윈필드와 매팅리 둘 다 등부상을 겪으면서 윈필드는 1989년 시즌을 통째로, 매팅리는 1990년 시즌을 거의 다 날려먹었던 것이다. 유례를 찾기 힘들던 윈필드의 장기계약은 에인절스로 이적하면서 종료되었다. 1989년부터 1992년까지 자유계약 선수와 신인 드래프트에 거액의 자금을 투입했지만 모두들 기대만큼 성장해주지 못했고 팀은 패 기록만 올리고 있었다. 1990년 시즌은 그중 최악으로 1966년 이후 처음으로 꼴찌에 머물렀다.
전력이 약화된 데다 운까지 꼬인 팀의 모습을 상징하는 듯, 1990년 7월 1일 투수 앤디 호킨스(Andy Hawkins)는 시카고 화이트삭스를 상대로 안타 하나 내주지 않고 노히트 경기를 하고 있었으나 타격지원의 부재와 8회말 볼넷과 야수들 실책 3개가 겹치면서 패배의 멍에를 지고 말았다. 특히 2사 만루에서 신인 좌익수 짐 레이리츠(Jim Leyritz)가 플라이볼을 놓치지 않았다면 그대로 무실점으로 이닝을 마칠 수 있었던 것이 뼈아팠다. 노히트 게임을 하고도 패배를 한 투수들이 몇 있지만, 이 경기의 4점 차는 20세기 사상 최다 점수 차이였다. 11일 후, 양키스와 호킨스는 또다시 화이트삭스를 만났으나 이번에는 7회 강우 콜드로 노히트 게임을 당하는, 기막힌 상황을 당하고 말았다.
1990년 시즌 양키스 팬들은, 자신들의 팀이 꼴찌를 하고 레드삭스가 1위인 상황에서, 레드삭스가 양키 스타디움으로 올 때마다 조롱하기 위해 레드삭스의 마지막 월드시리즈 우승 연도인 '1918년!'이라는 구호로 경기장을 떠들썩하게 했다. 거기에다 몇몇은 '밤비노의 저주'를 상징하는 베이브 루스의 사진을 흔들거나 '1918년!'이 쓰여진 티셔츠를 입기도 했다.
1980년대와 1990년대 초반까지 이어진 저조한 성적은 스타인브레너가 커미셔너 페이 빈센트(Fay Vincent)에게 직무정지를 당하면서 변하기 시작했다. 스타인브레너가 데이브 윈필드와 계약할 당시 윈필드 재단에 기부하기로 했던 30만 달러가 아까운 나머지, 윈필드의 뒤를 캐려던 사실이 폭로된 것이었다. 스타인브레너의 간섭이 사라지자 진 마이클 단장과 벅 쇼월터 감독은 비싼 선수 영입보다는 자신들의 팜 시스템에서 재능있는 선수들을 키우겠다는 일관된 목표에 따라 선수영입과 육성 프로그램을 시작할 수 있었고, 그 결과 외야수 버니 윌리엄스, 유격수 데릭 지터, 포수 호르헤 포사다, 투수 앤디 페티트, 마리아노 리베라가 팀의 주축이 되었다. 이러한 시도는 1994년 시즌부터 가시적인 성과가 나타나 아메리칸 리그 전체 선두를 달리고 있었으나 선수노조 파업으로 월드시리즈는 열리지 않았고, 매팅리가 월드시리즈에 나갈 가장 좋은 기회는 아쉽게도 사라지고 말았다. 10월 내내 뉴스 미디어들은 만약 파업이 없었다면 양키스는 어떤 성적을 냈을까 하는 가정을 바탕으로 한 기사들을 싣곤 했다.
1년 뒤 파업으로 예년보다 20일 정도 늦게 시작해 144게임의 단축 시즌에서 와일드 카드로 14년 만에 포스트 시즌 진출에 성공했다. 시애틀 매리너스와의 아메리칸 리그 디비전 시리즈는 명승부로 회자되곤 하는데, 양키스가 먼저 2승을 거뒀으나 이후 3게임을 내리 내주면서 ALCS 진출에 실패했다. 등부상의 통증이 심각해지자 매팅리는 염원하던 월드시리즈 진출을 포기하고 1995년 시즌을 끝으로 은퇴했다. 그의 불운함은 하필이면 양키스가 월드시리즈에 진출한 1981년과 1996년 사이에서만 선수생활을 했다는 것이다. 그가 1년 더 일찍 데뷔했거나 아니면 1년 더 늦게 은퇴를 했다면 그는 양키스의 월드시리즈 멤버가 될 수 있었을텐데 말이다.

### 왕조 건설

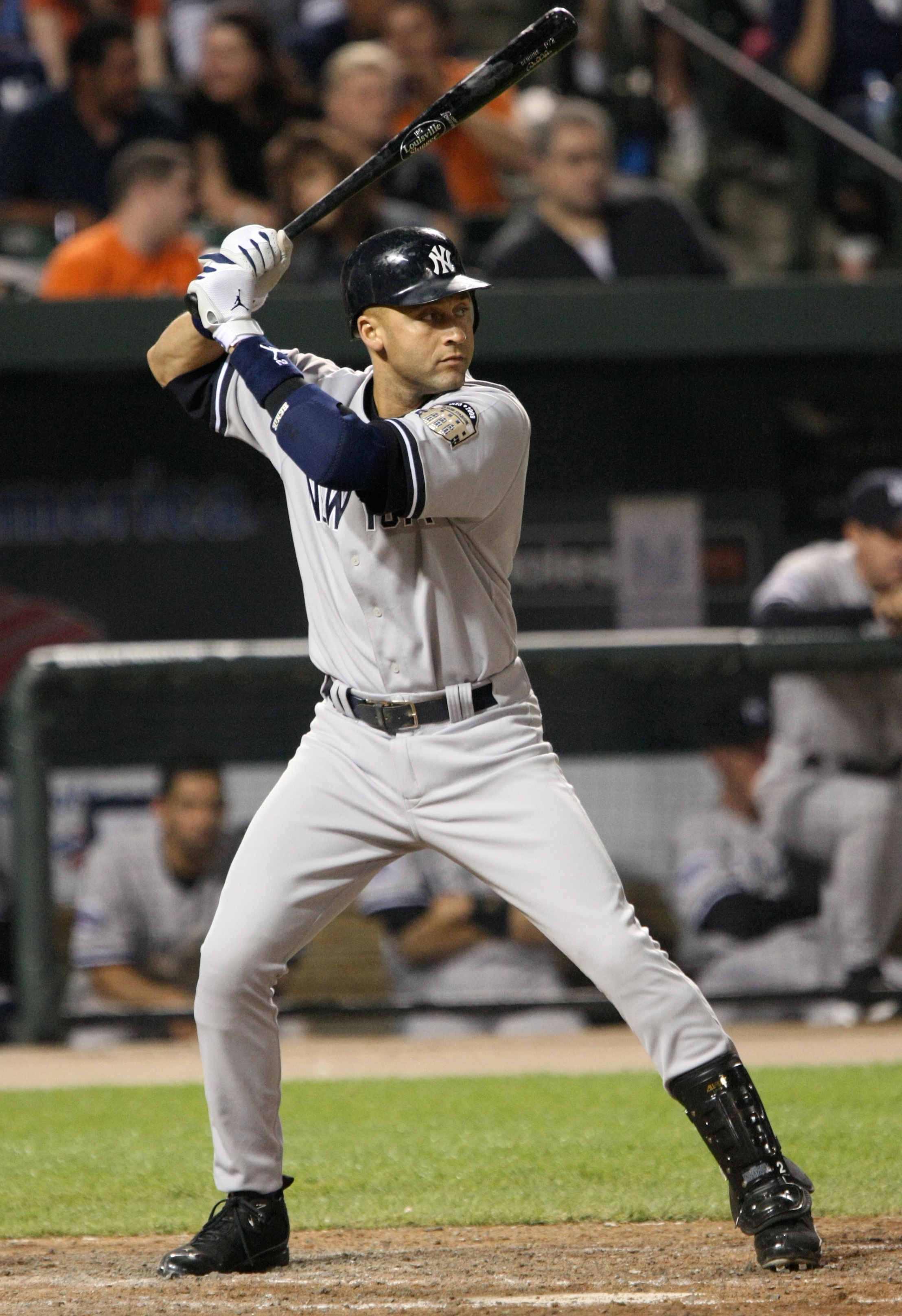
데릭 지터는 양키스 팀 최다 안타기록을 쌓아가고 있다.

1995년 시즌이 끝나자, 스타인브레너는 쇼월터 감독을 해고하고 조 토리를 후임으로 정했다. 토리는 내셔널 리그에서 감독으로는 그다지 좋은 성적을 못낸 편이었던지라 그의 선임을 조롱하곤 했다. (뉴욕 데일리 뉴스에서는 '멍청한 조'(Clueless Joe)가 헤드라인으로 등장했다.) 그러나 그의 차분한 성품은 팀과 잘 맞는 편이었고, 스타인브레너가 구단주가 된 이후 가장 오래 감독 자리에 있게 된다.
1996년 양키스가 수년 간 팀의 중심이 될 것으로 기대받던 4명의 선수들이(유격수 데릭 지터, 포수 호르헤 포사다, 선발투수 앤디 페티트, 투수 마리아노 리베라) 두각을 드러내기 시작했다. 이 젊은 선수들은 팀에 활력을 불어넣었고 15년 만에 아메리칸 리그 동부 지구 1위에 올랐다. ALDS에서 텍사스 레인저스를 물리치고 ALCS에서 볼티모어 오리올스를 4-1로 물리치고는 대망의 월드시리즈 진출에 성공했다. ALCS 1차전에서 외야의 관중이 타구를 낚아챈 것이 심판의 오심으로 홈런으로 둔갑해 승리가 뒤집힌 1차전은 두고 두고 회자되곤 한다. 월드시리즈 상대는 그렉 매덕스, 톰 글래빈, 존 스몰츠가 54승을 합작한 막강한 투수력의 전년도 챔피언 애틀란타 브레이브스였다. 홈에서 치른 2경기를 모두 내줬으나, 적지에서의 3게임을 내리 이기면서 분위기를 반전시키고 다시 홈에서 벌어진 6차전을 승리함으로써 18년 만에 월드시리즈 챔피언이 되었다. 1997년에는 와일드 카드로 디비전 시리즈에 올랐으나 클리블랜드 인디언스에게 3-2로 아쉽게 패했다. 단장인 밥 왓슨(Bob Watson)이 물러나고 후임으로 브라이언 캐쉬맨(Brian Cashman)이 단장직을 맡게 되었다.
야구 역사상 최고의 팀 중의 하나로 널리 알려진 1998년의 양키스는 정규 시즌에서 114승을 거두며 아메리칸 리그 기록을 세우는 동안 단 48번의 패배만 허용했고, 월드시리즈에서 샌디에이고 파드리스를 4-0으로 스윕해버리는 막강한 전력을 자랑했다. 정규 시즌과 포스트 시즌에서 합작한 125승은 메이저 리그 역사를 통틀어 단일 시즌 기록이었다.
그뿐만이 아니었다. 1998년 5월 17일 데이빗 웰스는 양키 스타디움에서 미네소타 트윈스를 상대로 퍼펙트 게임을 달성했고, 이듬해 7월 18일 데이빗 콘이 '요기 베라의 날'을 축하라도 하듯이 양키 스타디움에서 몬트리올 엑스포스를 상대로 퍼펙트 게임을 재현했다.
1999년 ALCS에서 레드삭스를 물리치고, 월드시리즈에서 애틀란타 브레이브스를 물리치면서 2년 연속 월드시리즈를 제패했다. 이 2시즌 동안 6개의 포스트 시즌 시리즈를 모두 이기면서 (ALDS, ALCS, 월드시리즈) 22승을 하는 동안 패배는 단 3번 뿐이었고, 시리즈 스윕도 4번이나 있을 정도로 포스트 시즌에서 마땅히 상대할 팀이 없었다.

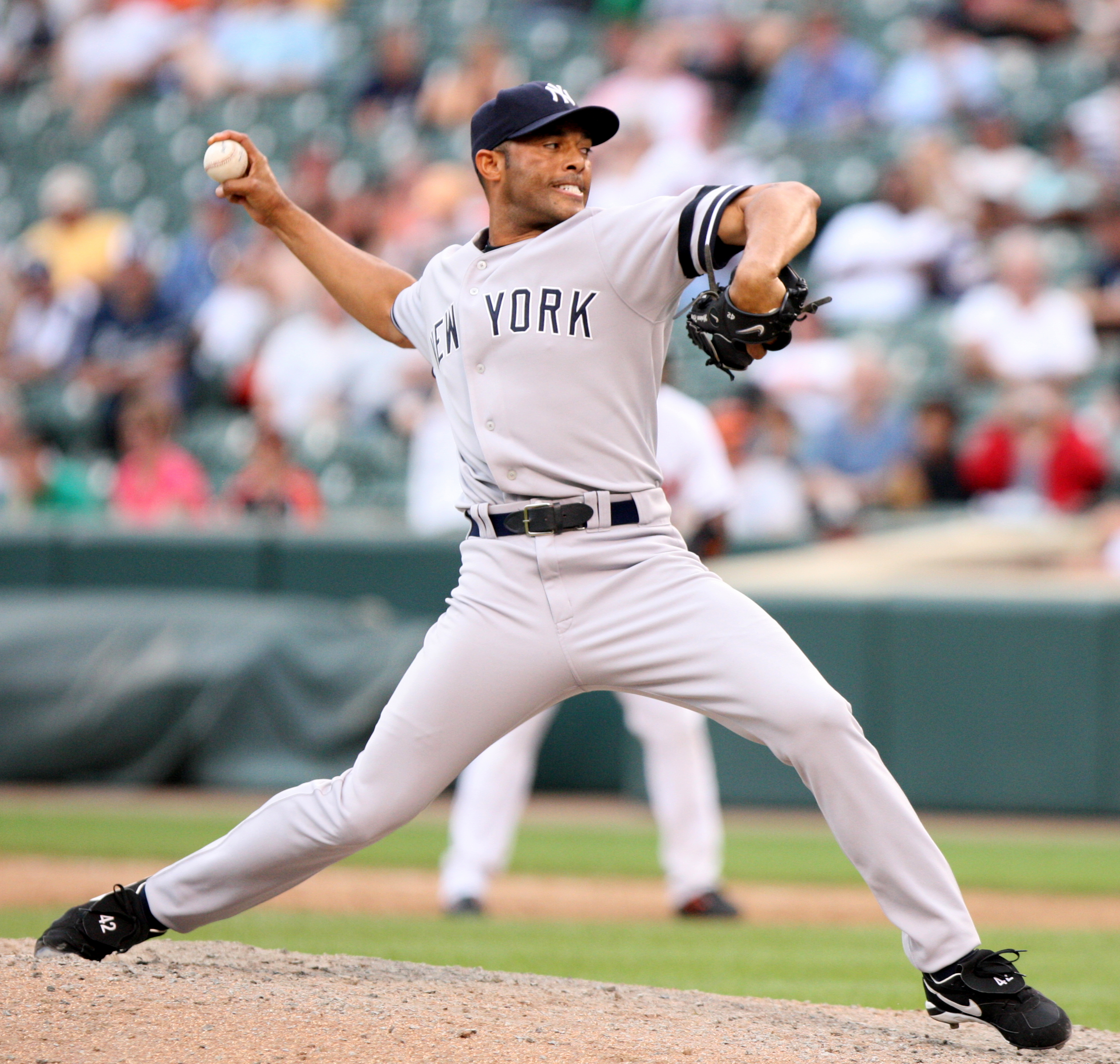
역사상 가장 위대한 마무리 중의 하나로 꼽히는 마리아노 리베라는 1990년대 후반부터 각종 포스트 시즌 기록을 세워가고 있다.

2000년, 양키스는 뉴욕 메츠와 1956년 이후 첫 번째 '지하철 월드시리즈'(Subway Series World Series)를 펼쳤다. 시리즈 전적 4-1로 월드시리즈 3연패를 달성했는데, 3차전에서 지면서 월드시리즈 연승은 14연승으로 마감됐으나(1996년 3~6차전, 1998년 1~4차전, 1999년 1~4차전, 2000년 1~2차전), 기존 팀 기록이었던 12연승은 넘어서는 기록이었다.(1927년, 1928년, 1932년 월드시리즈 모두 1~4차전) 월드시리즈 3연패 기록은 1936년~1939년, 1949년~1953년의 양키스와 1972년~1974년의 오클랜드 애슬레틱스 외에는 없다.
2001년 정규 시즌에서 우승하면서 1921년~1924년의 뉴욕 자이언츠, 그리고 양키스의 '36~'39, '49~'53, '55~'58, '60~'64 팀만이 해낸 정규 시즌 4연패를 달성했다. 그리고 뉴욕에 발생한 9·11 테러의 영향 아래에 있던 포스트 시즌 동안 양키스는 오클랜드를 ALDS에서 물리치고, 116승의 정규시즌 다승 기록을 세운 시애틀 매리너스를 ALCS에서 물리쳤다. 그리고 이 4년의 기간 동안에 펼쳐진 12 개의 포스트 시즌 시리즈 중에서 11연속 시리즈 승리 또한 챙겼다. 하지만 애리조나 다이아몬드백스와의 월드시리즈에서 마리아노 리베라가 7차전의 마무리로 나와 그답지 않게 끝내기 안타를 맞으면서 챔피언 자리를 내놓고 말았다. 월드시리즈 7차전에서 이기고 있다가 9회말에 역전패한 것은 1997년 월드시리즈의 클리블랜드 인디언스 이후 두 번째였다. 그리고 1991년 월드시리즈 후 처음으로 양팀 모두 홈에서는 다 이긴 시리즈이기도 하며, 양키스는 그런 시리즈에서 이기지 못한 첫 아메리칸 리그 팀이기도 했다.
데릭 지터는 시리즈 내내 2할의 타율로 부진에 빠져 있었지만, 4차전에서 김병현에게 끝내기 홈런을 때려낸 덕분에 레지 잭슨이 갖고 있던 '10월의 사나이'와 비교되는 '11월의 사나이'라는 애칭을 얻었다. 911 테러 여파로 월드시리즈가 늦게 열리는 바람에 4차전은 10월 31일에 시작했는데, 티노 마르티네스의 동점 홈런으로 연장전까지 가면서 경기 시간이 자정을 넘겨 11월 1일이 되었기 때문이다.
2002년 시즌을 앞두고 팀이 대대적인 정비 경과 아메리칸 리그에서 가장 좋은 103승 58패의 성적을 거뒀고, 알폰소 소리아노는 39홈런 41도루로 홈런 1개 차이로 40-40 클럽 가입에는 아깝게 실패했으나, 그래도 30-30 클럽 가입은 2루수 사상 최초였다. ALDS에서 애너하임 에인절스를 만나 패배했고, 애너하임은 월드시리즈 우승까지 거머쥐었다.
2003년 양키스는 101승 61패로 다시금 아메리칸 리그 최고 승률을 기록했고, 로저 클레멘스의 300승과 4,000 탈삼진으로 더욱 빛났던 한 해였다. ALCS에서 보스턴 레드삭스를 만나 7차전까지 열전을 펼쳤는데, 라이벌 팀 간의 신경전이 3차전에서 벤치 클리어링으로 폭발하면서 분위기가 과열되더니, 7차전은 양키스가 8회말 극적으로 3점을 따라 붙으면서 연장까지 가는 혈전이 펼쳐졌다. 결국 11회 말에 에런 분의 끝내기 홈런으로 대미를 장식했고, 보스턴 레드삭스는 또다시 '밤비노의 저주'라는 단어를 떠올리지 않을 수 없었다. 월드시리즈에 진출해서 플로리다 말린스와 만났으나 2-4로 패퇴하고 말았다.

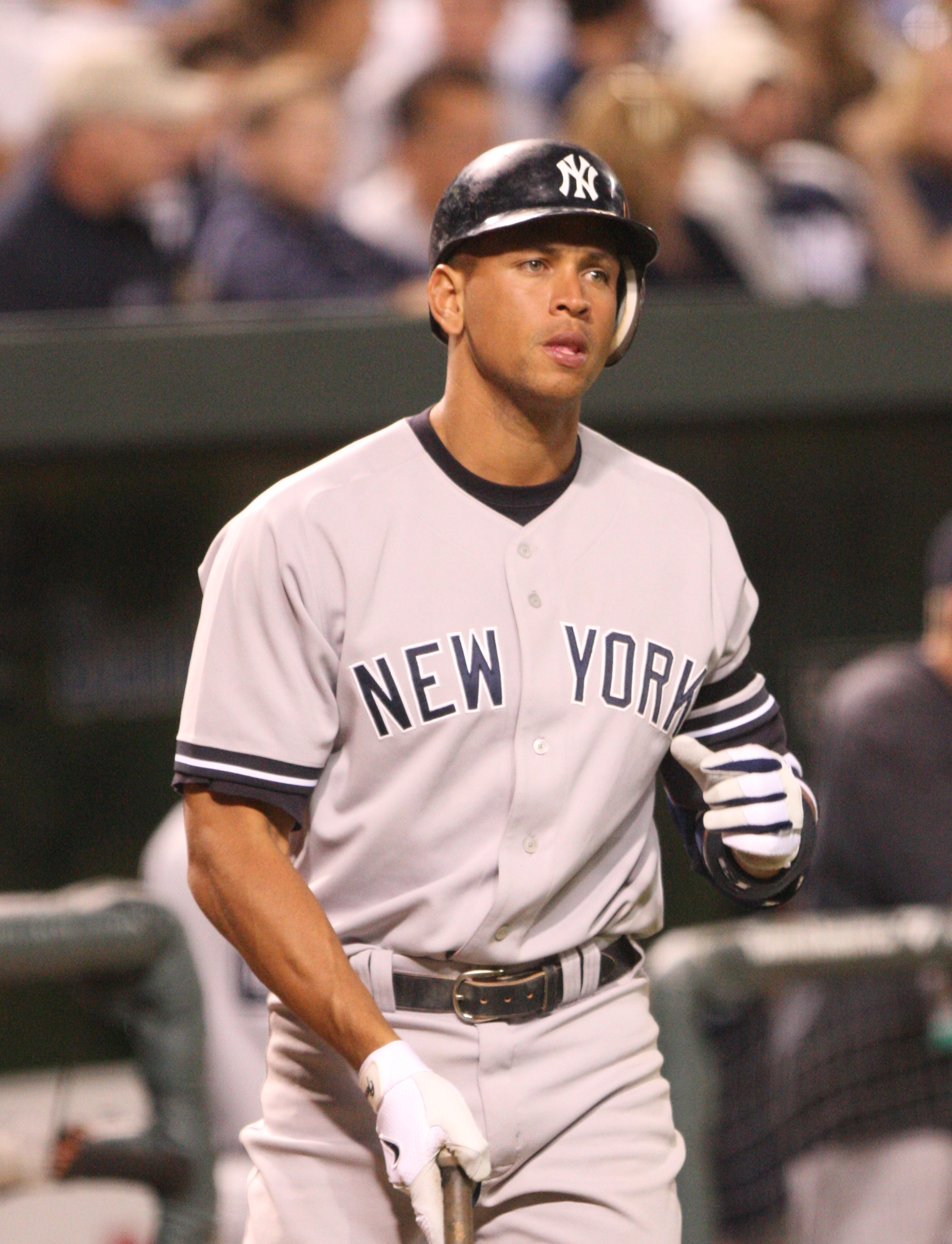
2007년 양키스의 3루수 알렉스 로드리게스

2004년 양키스는 역대 최고액으로 텍사스 레인저스와 FA 계약을 맺었던 유격수 알렉스 로드리게스를 계약 기간 도중임에도 불구하고 영입했다. 하지만 팀의 유격수 자리에는 캡틴 데릭 지터가 굳건히 자리를 지키고 있었기 때문에 로드리게스는 3루수로 전환할 수밖에 없었다. ALCS에서 또다시 보스턴 레드삭스를 만났으나, 이번에는 3경기를 먼저 땄음에도 불구하고 4경기를 내리 내주는, 이른바 리버스 스윕의 치욕을 프로야구 사상 처음으로 (북미 프로 스포츠로는 3번째) 당했다. 알렉스 로드리게스는 주루 중에 상대팀 수비수의 글러브를 치는 비신사적인 플레이로 비난을 당하면서 이래 저래 수모를 당한 시리즈였다. 보스턴은 그 기세로 86년 만에 월드시리즈에서 우승하면서 길고 길었던 '밤비노의 저주'와 인연을 끊었다.
2005년, 알렉스 로드리게스는 팀 역사상 1985년 돈 매팅리의 수상 이후 처음이자, 자신의 생애 두 번째 아메리칸 리그 MVP에 선정되었다. 팀은 보스턴 레드삭스와 같은 승률을 기록했으나 두 팀 모두 와일드 카드가 가능한 승률이어서 별도의 순위 결정전을 더 치르지는 않고, 상대 전적이 앞선 양키스가 지구 1위로 결정되고 보스턴은 와일드 카드 팀이 되어 나란히 ALDS에 진출했다. 하지만 로스앤젤레스 에인절스 오브 애너하임에게 3-2로 지면서 ALCS 진출에 실패했다.
2006년에는 정규시즌에서 레드삭스의 홈인 펜웨이 파크에서 벌어진 5연전에서 총 득점 49-26으로 5게임 모두를 싹쓸이 하는 전과를 올렸는데 혹자는 1978년에 이은 '두 번째 보스턴 대학살'이라고도 표현한다. 9년 연속 아메리칸 리그 동부 지구 우승을 했음에도 불구하고 이번에는 디트로이트 타이거스에게 ALDS에서 지게 된다. ALDS가 끝난 후 투수 코리 라이들(Cory Lidle)이 자신의 경비행기를 타고 가다 맨해탄의 아파트와 부딪치는 사고로 사망하는 비극이 발생했다. 그의 죽음은 자신의 경비행기 사고로 죽은 서먼 먼슨의 비극을 다시금 떠올리게 했다.
2007년 6월 18일, 양키스는 사상 최초로 두 명의 중국 선수와 계약하고, 중국 기업과 광고 계약을 맺음으로써 중국 시장 개척의 신기원을 열었다. 2007년 그들의 아메리칸 리그 동부 지구 연속 기록은 9에서 멈췄으나 와일드 카드로 ALDS에 진출할 수 있었다. 하지만 클리블랜드 인디언스에게 패하면서 3년 연속 1라운드에서 떨어지는 실패를 맛봤다. 시리즈가 끝난 후 조 토리는 그의 능력에 의구심을 표하는 프런트가 제시한 짧은 기간의 재계약 제의를 거절하고는 내셔널 리그 서부 지구의 LA 다저스 감독으로 자리를 옮겼다. 양키스의 조 토리 시절이 다한 것이다.

### 조 지라디와 지금의 양키스

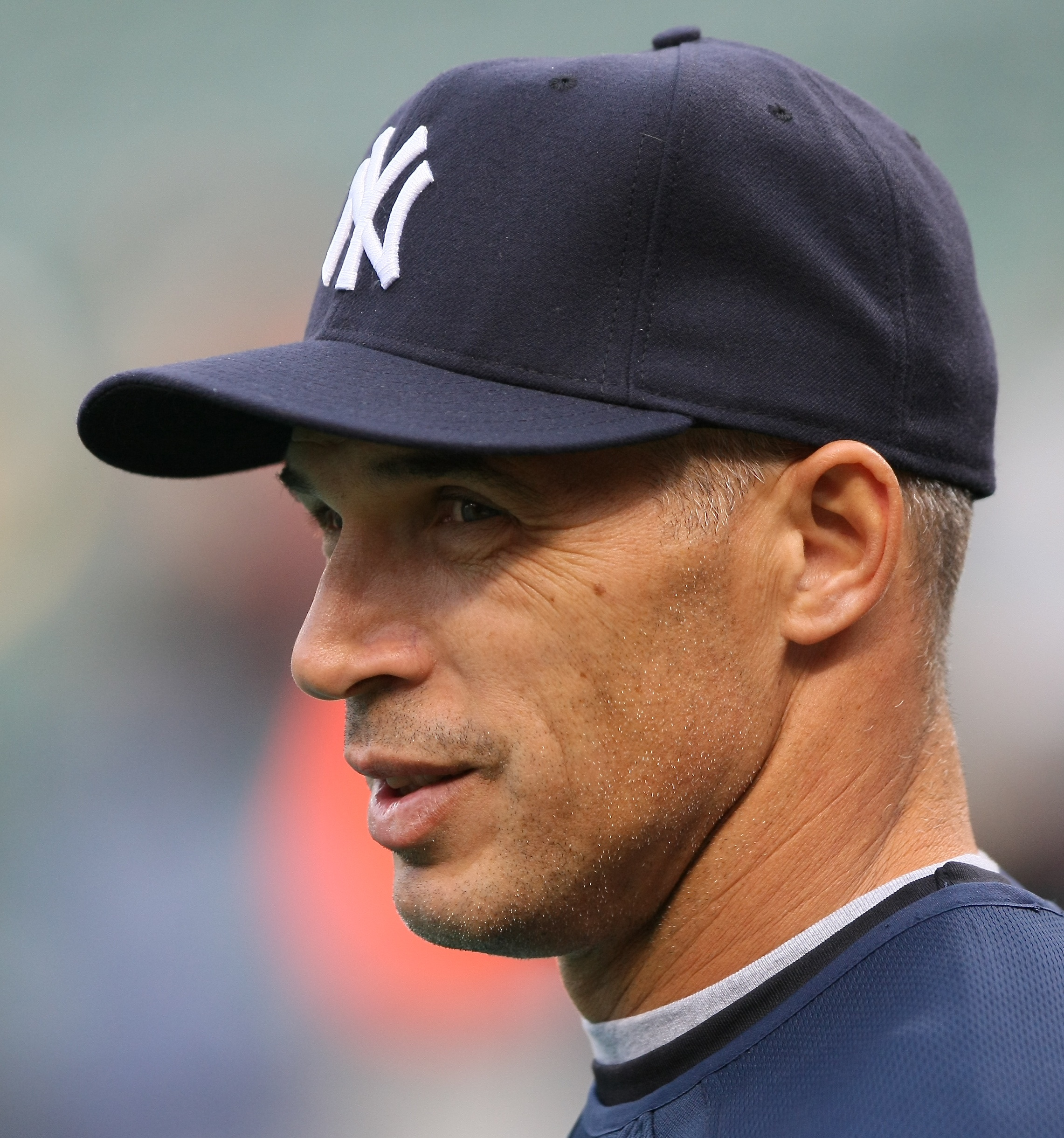
양키스에서 포수로 뛴 적이 있는 조 지라디는 2008년 시즌부터 양키스의 감독이 되었다.

조 토리가 떠난 후 양키스는 90년대 후반 팀에서 뛴 적이 있는 전 포수 조 지라디를 감독으로 임명하고 3년 계약을 맺었다.

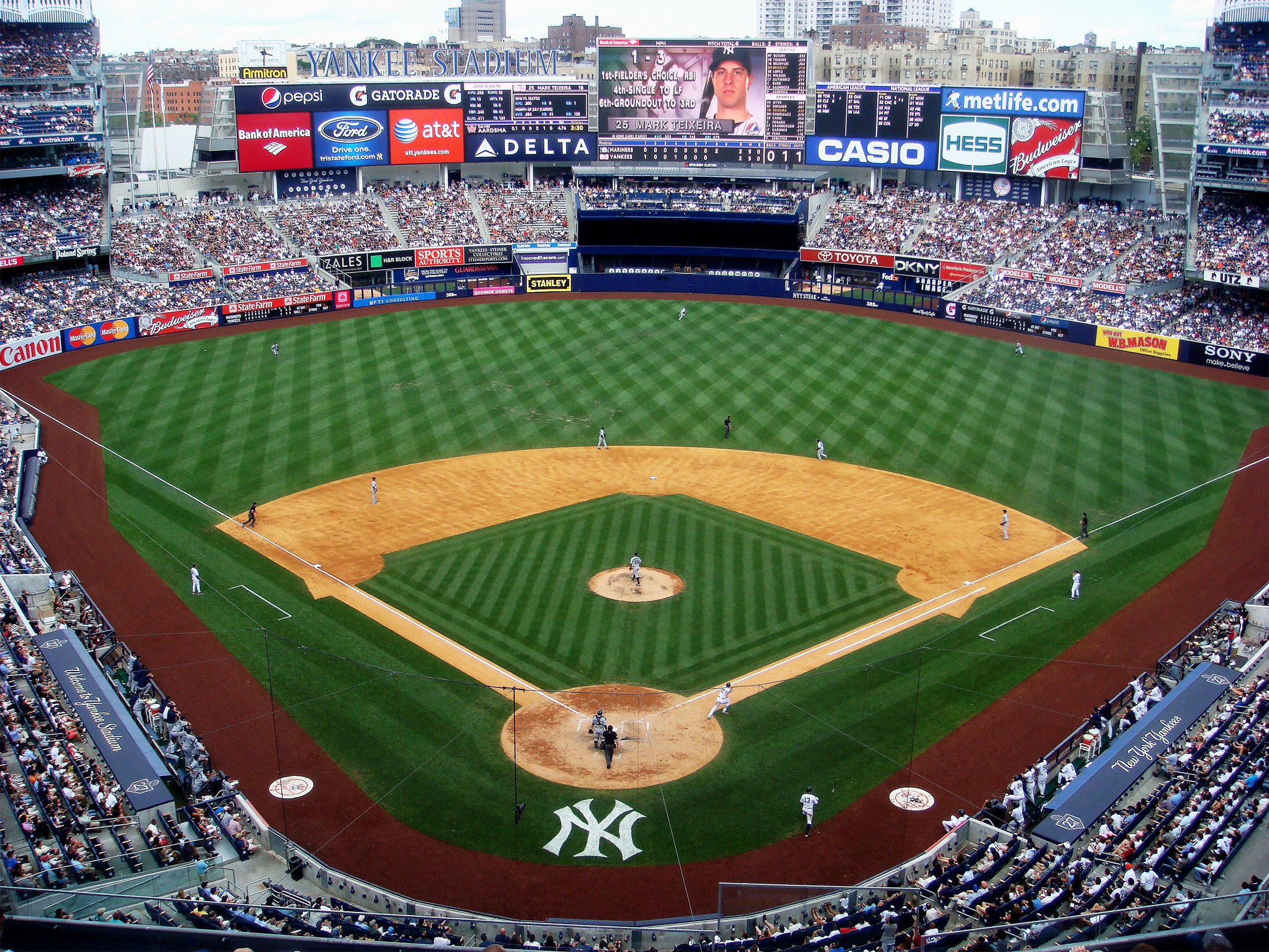
2009년에 개장된 새 양키 스타디움

2008년은 역사가 오래된 구 양키 스타디움에서 치르는 마지막 시즌이었다. 마지막 시즌을 기념하기 위해 2008년 메이저 리그 야구 올스타전이 7월 15일에 양키 스타디움에서 열렸다. 마지막 경기는 9월 21일 볼티모어와 치렀으며 7-3으로 승리했는데 4회말 호세 몰리나가 날린 2점 홈런은 구 양키 스타디움의 마지막 홈런이 되었다. 경기 후 데릭 지터는 관중들에게 한 연설에서, 그들의 성원에 감사하며, 이 경기장을 기억에 담고, 새 양키 스타디움에서의 새로운 기억을 거기에 더해 여러 세대를 거쳐 지속되게 할 것이라고 했다. 그런 후 선수들은 프랭크 시내트라의 노래 '뉴욕, 뉴욕' 소리가 가득한 가운데 경기장을 돌며 관중들에게 박수를 보냈다. 하지만 성적면에서는 선수들의 부상으로 시즌 중간에 여러 번 라인업이 변동했고, 이때문에 14년 만에 플레이오프 진출에 실패했다. 시즌이 끝난 뒤, 마크 테세이라, CC 사바시아, A.J. 버넷과 같은 거물급 자유계약선수를 영입해 팀 전력을 보강하면서도, 이전과는 달리, 조바 챔벌레인이나 필 휴즈 같은 젊은 투수 유망주도 쌓아두는 전략을 원칙으로 삼았다.
2009년 시즌부터 새 양키 스타디움에서 경기를 치렀고, 금세 홈런이 잘 나오는 구장으로 유명해졌다. 5월 14일부터 6월 1일까지는 18경기 연속 무실책 경기로 메이저 리그 기록을 세웠다. 올스타전 휴식 무렵, 양키스는 52승 22패를 기록하고 있었고, 결국 AL 동부 지구 1위를 3년 만에 탈환했다. ALDS에서 트윈스를 3-0으로 물리치고, ALCS에서 에인절스를 4-2로 물리치며 지난 7년 동안 두 번이나 발목을 잡혔던 원한을 풀었다. 월드시리즈서 전년도 챔피언이자 박찬호가 불펜투수로 뛰던 필라델피아 필리스를 상대로 4-2로 무찌르며 그들의 27번째 월드시리즈 타이틀을 쟁취했다.
2010년 시즌은 양키스와 보스턴 간의 라이벌전이 되살아난 시즌으로 특징지을 수 있을 것이다. 양키스와 보스턴은 펜웨이 파크에서 개막전과 시즌 마지막 경기를 치렀는데 이건 1950년 이후 처음이다. 6월에는 조 토리가 다저스에 부임한 이래 처음으로 양키스와 맞붙기도 했는데, 양키스가 2승 1패의 전적을 거뒀다. 2010년 올스타전 동안 오랜 기간 양키스의 상징이었던 두 사람이 세상을 떠났다. 아나운서이던 밥 세퍼드가 7월 11일에 죽은 지 이틀 후 구단주 조지 스타인브레너마저 세상을 떴다. 8일 후 또 다른 상징이었던 랠프 후크 전 감독마저 사망했다.
2010년 지구 1위 탬파베이 레이스에 이어 와일드 카드를 획득해 ALDS에서 전년도에 이어 또다시 미네소타 트윈스를 상대로 3-0으로 이겼다. 하지만 ALCS에서 클리프 리를 앞세운 텍사스 레인저스에게 4-2로 패하면서 2010년 시즌은 끝이 났다.

## 성적
- 월드시리즈 진출 40번에 27번의 챔피언으로, 월드시리즈가 1903년에 처음 시작된 이래 평균 2.7 시즌마다 진출했고, 4시즌마다 우승을 했다.
- 우승 횟수 2위는 세인트루이스 카디널스로 11회 우승이지만 1위와의 격차가 크다.
- 13번의 월드시리즈 실패 또한 메이저 리그에서 최다이다.
- 월드시리즈 진출 2위는 브루클린 다저스 시절을 포함한 LA 다저스로 18번의 진출로 2위를 차지하고 있다. 18번의 진출 중 11번을 양키스와 만났으며 그중 3번 우승하고, 8번은 양키스에게 패배했다. (전체 우승은 6회)
- 북미 메이저 스포츠 중에서 양키스의 성적과 근접한 팀은 24번의 스탠리 컵을 차지한 카나디앵 드 몽레알뿐이다.
- 내셔널 리그 챔피언으로 월드시리즈에 오른 팀 중 휴스턴 애스트로스(2005년)와 콜로라도 로키스(2007년)를 제외하고는 모두 양키스와 월드시리즈에서 맞붙은 적이 있으며, 이건 어느 팀도 범접할 수 없는 기록이다.
- 2015년까지 팀 통산 10000승 7570패로 승률 0.569로 최고를 기록하고 있다.

## 팀 별명
영어에서는 Yanks라고 줄여서 쓰기도 한다. 가장 두드러지는 별명으로는 '브롱크스 폭격기' 혹은 간단하게 표현한 '폭격기'다. 그들의 오랜 전통인 강력한 타선은 상대팀 투수진을 초토화시키기 일쑤였던지라 홈 구장 위치와 결합한 그 단어는 잘 어울린다. 그 외 홈에서 입는 유니폼의 세로 줄무늬에서 유래한 '핀스트라이프를 입은 사람들'이라는 별명도 있다. 반대로 양키스에 대한 반감으로 된 별명이 있는데, '악의 제국'이 대표적일 것이다. 보스턴 레드삭스의 회장인 래리 루치노가 2002년 뉴욕 타임즈지와의 인터뷰에서 했던 말인데, 막강한 힘과 때론 상도를 무시하기도 하는 행동들 때문에 싫어하는, 또 두려워 하는 사람들이 비판적인 의견을 낼 때 종종 쓴다. 1970년대 후반 바람 잘 날 없이 떠들썩했던 팀 사정 때문에 붙은 '브롱크스 동물원'이라는 별명은 '망할 양키스'와 함께 양키스를 폄하하는 사람들이 자주 쓴다. 팬들은 이런 표현들도 받아들이는 편이다.

## 인기

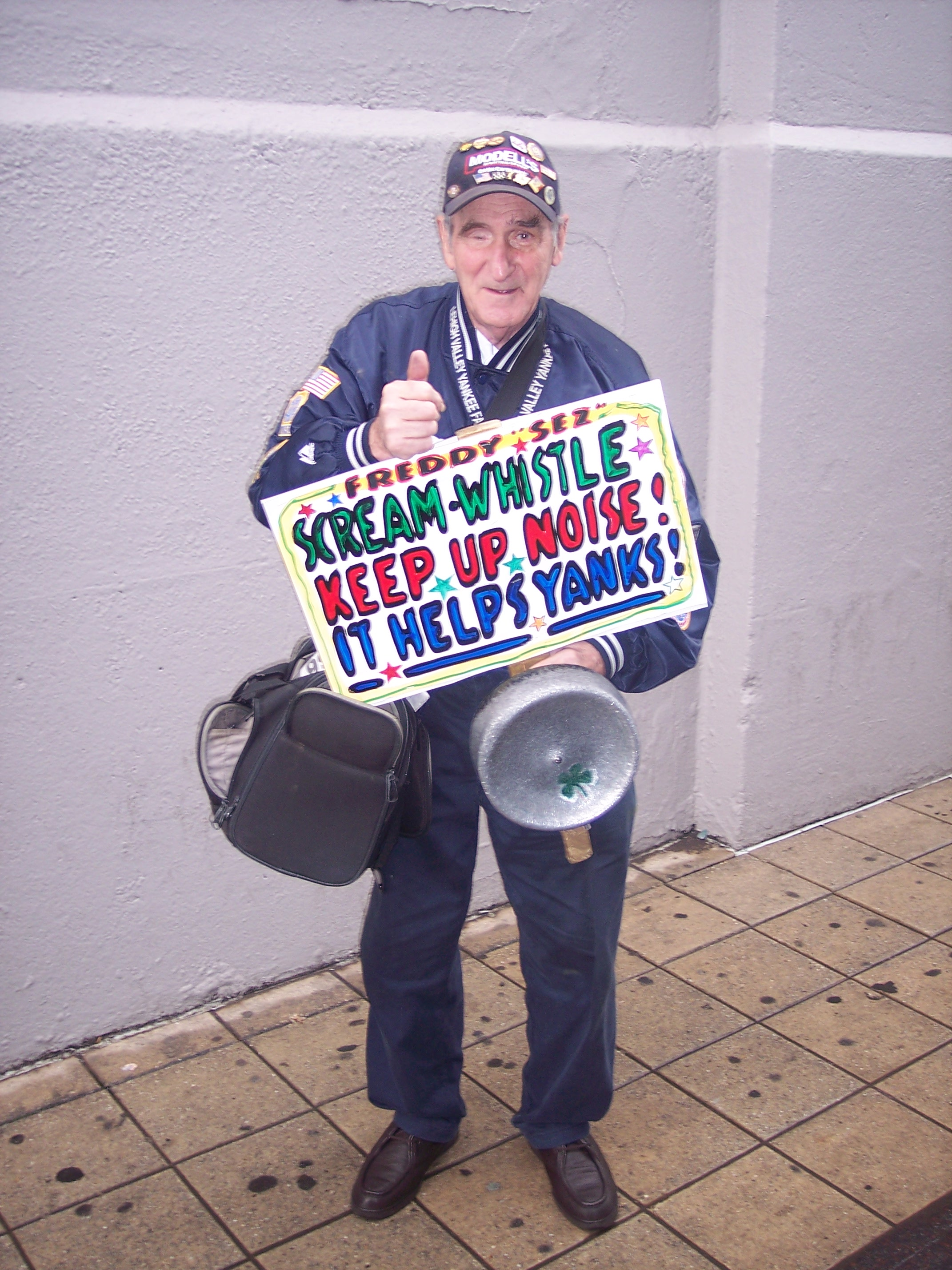
"양키스의 가장 유명한 팬인 프레드 슈맨

1920년대 이후 다수의 우승과 꾸준한 성적 덕분에 양키스는 예전부터 지금까지 전 세계 최고 인기 구단 중의 하나이다. 그들의 인기는 단순히 뉴욕 지방에 한정되지 않는다. 원정 경기에서도 상대팀의 팬들도 양키스가 적수가 되면 더욱더 관심이 높아지기 때문에 자신들의 팬과 더불어 구름과 같은 관중을 몰고 다닌다. 1920년 시즌 1,289,422명이 폴로 그라운드를 찾으면서 최초로 100만 관중을 돌파했고, 26년 뒤에는 2,265,512명을 기록하며 200만 관중을 돌파했다. 87년 중 83년 동안 관중 동원은 늘 리그 평균을 상회했고 (1990년 ~ 1992년, 그리고 1994년 시즌 제외) 지난 7년 동안은 늘 3백만을 넘었으며 2005년에는 4,090,696으로 스포츠 역사상 홈관중 400만을 넘은 3번째 팀이 되었다. 홈뿐만 아니라 원정에서도 2001년 ~ 2006년까지 늘 원정 관중순위 톱을 달려왔다.
양키스 팬 중에서 가장 유명한 팬은 "Freddy Sez"라는 별명으로 잘 알려진 프레디 슈먼(Freddy Schuman)이다.

## 영구 결번
양키스는 22개의 등번호를 영구 결번 처리하였다. 양키스는 메이저 리그에서 가장 많은 영구 결번을 가진 구단이다.
| 빌리 마틴 2루수, 감독 1986년 8월 10일 결번 처리.          | 데릭 지터 유격수 2017년 5월 13일 결번 처리.          | 베이브 루스 우익수 1948년 6월 13일 결번 처리. | 루 게릭 1루수 1939년 7월 4일 결번 처리.          | 조 디마지오 중견수 1952년 4월 18일 결번 처리.               | 조 토리 감독 2014년 8월 23일 결번 처리.      | 미키 맨틀 중견수, 1루수, 코치 1969년 6월 8일 결번 처리. | 빌 디키 포수, 감독, 코치 1972년 7월 22일 결번 처리. | 요기 베라 포수, 감독, 코치 1972년 7월 22일 결번 처리. | 로저 메리스 우익수 1984년 7월 21일 결번 처리.       | 필 리주토 유격수 1985년 8월 4일 결번 처리.      |
| 서먼 먼슨 포수 1979년 8월 3일 결번 처리.                  | 화이티 포드 선발투수, 코치 1974년 8월 3일 결번 처리. | 호르헤 포사다 포수 2015년 8월 22일 결번 처리. | 돈 매팅리 1루수, 코치 1997년 8월 31일 결번 처리. | 엘스턴 하워드 포수, 좌익수, 코치 1984년 7월 21일 결번 처리. | 케이시 스텡걸 감독 1970년 8월 8일 결번 처리. | 마리아노 리베라 구원 투수 2013년 9월 22일 결번 처리.    | 레지 잭슨 우익수 1993년 8월 14일 결번 처리.         | 앤디 페티트 선발투수 2015년 8월 23일 결번 처리.       | 론 기드리 선발투수, 코치 2003년 8월 23일 결번 처리. | 버니 윌리엄스 중견수 2015년 5월 24일 결번 처리. |
| 재키 로빈슨 2루수 1997년 4월 15일 전 구단 공통 결번 처리. |                                                      |                                               |                                                  |                                                             |                                              |                                                         |                                                     |                                                       |                                                     |                                                 |

이 중, 등번호 42번은 인종 차별을 없애는 데 기여한 브루클린 다저스의 아프리카계 선수 재키 로빈슨을 기리기 위해 1997년 4월 15일 영구 결번처리되었으나, 영구 결번 처리 이전부터 42번을 등번호로 사용하던 투수 마리아노 리베라 또한 2013년 은퇴 직후 현역 선수로서는 처음으로 영구 결번 처리가 되면서 같은 번호로 영구 결번이 되었다.

### 비공식 결번
아래의 선수·지도자들의 등번호들은 공식 영구 결번으로 처리된 것은 아니나, 팀에 기여한 것 등을 고려하여 양키스에서 비공식적으로 다른 선수들에게 주지 않고 있다.
- #21 폴 오닐 - 신시내티 레즈 출신이지만, 1993년부터 2001년까지 양키스에서 우익수로 활동하였다. 2008년 라트로이 호킨스가 이 등번호를 사용하려 했으나 양키스 팬들의 빈축을 사 결국 22번으로 등번호를 바꾸어 달았다.[45]

## 역대 주요 선수
| - 미국 브라이언 고든 - 미국 구스 고시지 - 미국 드와이트 구든 - 일본 구로다 히로키 - 일본 다나카 마사히로 (현재) - 미국 알렉스 그라만 - 미국 론 기드리 - 미국 브랜던 나이트 - 도미니카 공화국 헥터 노에시 - 미국 크리스 니코스키 - 미국 코리 라이들 - 미국 클레이 라파다 - 미국 팀 레딩 - 미국 랜디 키슬러 - 미국 J.A. 햅 (현재) - 미국 데릭 로 - 미국 분 로건 - 도미니카 공화국 펠릭스 로드리게스 - 미국 데이비드 로버트슨 - 멕시코 에스테반 로아이자 - 파나마 마리아노 리베라 - 미국 다니엘 리오스 - 미국 조 매카시 - 미국 테리 멀홀랜드 - 미국 칼 메이스 - 미국 마이크 무시나 - 미국 벤저민 무어 - 푸에르토리코 하비에르 바스케스 - 대한민국 박찬호 - 미국 델린 버탠시스 (현재) - 미국 크리스 부첵 - 미국 케빈 브라운 - 도미니카 공화국 라파엘 소리아노 - 도미니카 공화국 루이스 세베리노 (현재) - 미국 애덤 오타비노 (현재) - 미국 잭 브리튼 (현재) - 미국 릭 스미스 - 미국 코디 에플리 - 미국 데이비드 아즈마 - 푸에르토리코 조나단 알발라데호 - 멕시코 알프레도 아세베스 - 미국 세스 에서턴 - 대만 왕젠민 - 미국 제이 위타식 - 미국 크리스 윌슨 - 일본 이가라시 료타 - 일본 이가와 게이 - 일본 이라부 히데키 - 미국 랜디 존슨 - 미국 조바 체임벌린 - 미국 이안 케네디 - 미국 필 코크 - 미국 데이비드 콘 - 도미니카 공화국 바톨로 콜론 - 베네수엘라 다윈 쿠비얀 - 미국 로저 클레멘스 - 미국 랠프 테리 - 미국 저스틴 토마스 - 미국 앤디 페티트 - 푸에르토리코 페드로 펠리시아노 - 미국 데이비드 펠프스 - 미국 스콧 프록터 - 미국 숀켈리 - 쿠바 호세 콘트레라스 - 쿠바 아롤디스 채프먼 (현재) - 미국 필 휴스 - 미국 앤드루 밀러 - 베네수엘라 프레디 가르시아 - 미국 CC 사바시아 (현재) - 도미니카 공화국 이반 노바 - 미국 애덤 워런 - 미국 코리 웨이드 - 미국 화이티 포드 - 도미니카 공화국 마이클 피네다 - 도미니카 공화국 에스밀 로저스 - 미국 타일러 클리파드 - 미국 게릿 콜 (현재) - 베네수엘라 다이오너 나바로 - 미국 빌 디키 - 미국 윌버트 로빈슨 - 캐나다 러셀 마틴 - 미국 서먼 먼슨 - 미국 요기 베라 - 미국 크리스 스튜어트 - 베네수엘라 프랜시스코 체어벨리 - 미국 엘스턴 하워드 - 푸에르토리코 호르헤 포사다 - 미국 오스틴 로민 (현재) - 미국 가리 산체스 (현재) - 미국 브라이언 맥캔 - 미국 조 지라디 (감독) | - 미국 루 게릭 - 도미니카 공화국 에두아르도 누녜스 - 미국 마크 레이놀즈 - 미국 에런 분 - 미국 브랜던 레이어드 - 미국 제리 로이스터 - 파나마 엑토르 로페스 - 미국 베이브 루스 - 미국 필 리주토 - 미국 보비 리처드슨 - 미국 빌리 마틴 - 미국 돈 매팅리 - 미국 케이시 맥게히 - 미국 존 맥그로 - 미국 랜스 버크먼 - 미국 홈런 베이커 - 미국 웨이드 보그스 - 미국 클리트 보이어 - 미국 리치 색슨 - 미국 세실 필더 - 도미니카 공화국 알폰소 소리아노 - 도미니카 공화국 미겔 안두하르 (현재) - 베네수엘라 루이스 소호 - 베네수엘라 글레이버 토레스 (현재) - 미국 루크 보이트 (현재) - 미국 스콧 시볼 - 도미니카 공화국 야마이코 나바로 - 미국 케빈 유킬리스 - 미국 제이슨 지암비 - 미국 에릭 차베스 - 도미니카 공화국 로빈슨 카노 - 미국 보비 콕스 - 멕시코 라미로 페냐 - 미국 트래비스 해프너 - 미국 에릭 힌스키 - 미국 제이슨 닉스 (현재) - 미국 브랜던 라이언 (현재) - 미국 알렉스 로드리게스 - 미국 데릭 지터 - 미국 마크 테세이라 - 대한민국 박효준 (현재) - 네덜란드 디디 흐레호리위스 - 대한민국 최지만 - 멕시코 카림 가르시아 - 미국 켄 그리피 1세 - 미국 커티스 그랜더슨 - 미국 조니 데이먼 - 미국 조 디마지오 - 미국 맷 룩 - 일본 마쓰이 히데키 - 미국 로저 메리스 - 미국 미키 맨틀 - 도미니카 공화국 멜키 메사 - 도미니카 공화국 라울 몬데시 - 미국 닉 스위셔 - 일본 스즈키 이치로 - 미국 폴 오닐 - 미국 버넌 웰스 - 미국 데이브 윈필드 - 푸에르토리코 버니 윌리엄스 - 미국 레지 잭슨 - 네덜란드 앤드루 존스 - 도미니카 공화국 멜키 카브레라 - 미국 윌리 킬러 - 미국 톰 트레쉬 - 미국 스티브 피어스 - 미국 브레넌 보슈 - 미국 리키 헨더슨 - 도미니카 공화국 펠릭스 호세 - 미국 브렛 가드너 (현재) - 미국 에런 저지 (현재) - 미국 지안카를로 스탠튼 (현재) - 미국 코리 디커슨 - 푸에르토리코 카를로스 벨트란 - 미국 클린트 프레이저 (현재) - 미국 에런 힉스 (현재) |

## 역대 주요 지도자
- 밀러 허긴스
- 조 매카시
- 케이시 스텡걸
- 랠프 후크
- 빌리 마틴
- 조 토리
- 조 지라디
- 에런 분 (현재)

## 역대 한국인 (한국계 포함) 선수
- 박찬호 - 투수, 2010년
- 박효준 - 내야수, 2015년~현재 (현 싱글리그에서 활약 중.)
- 롭 레프스나이더 (한국명: 김정태) - 내야수, 2015년~2017년
- 최지만 - 내야수, 2017년

## 같이 보기
- YES 네트워크
- 양키 글로버 엔터프라이지스(영어판)
- 뉴욕 시티 FC